# Stade de Penvillers
Le stade de Penvillers est un stade omnisports situé dans le quartier de Kerfeunteun, à Quimper dans le département du Finistère.
Propriété de la ville de Quimper, il est construit entre 1963 à 1968 et inauguré le 25 août 1968, remplaçant le vétuste stade de Kerhuel du quartier de l'hippodrome. Dès lors, il accueille les matchs du Stade Quimpérois, équipe de football jouant alors en CFA (premier échelon amateur). Il est situé dans le quartier de Kerfeunteun, ancienne commune avant la création du Grand-Quimper, en 1960, au nord de la ville. Il s'agit d'un complexe sportif puisqu'il est composé de plusieurs autres terrains de football (un synthétique, un stabilisé et un en herbe) ainsi que d'équipements pour la pratique de l'athlétisme.
Il a été pendant longtemps le plus grand stade de la ville, deuxième plus grand stade du Finistère derrière le Stade Francis-Le Blé, sixième plus grand stade de Bretagne en termes de capacité. Cette enceinte comptait 7 758 places jusqu'en décembre 2022. À la suite de la démolition de l'ensemble de ses tribunes, la capacité a été baissée à 1000 places le temps d'une future reconstruction prévue pour 2026-2027.
Son club résident principal est le Quimper Kerfeunteun Football Club (Régional 2), équipe de football représentant la ville et ancien club professionnel dans les années 1980 et 1990. Il fut aussi résident de l'équipe féminine du club lorsqu'elle joua en première division. Ce n'est pas le seul club résidant dans le complexe, en effet depuis 2016, le Quimper Italia joue l'entièreté de ses matchs sur le terrain principal. D'autres sports sont pratiqués dans le complexe, en effet depuis sa création en 1987, le Quimper Athlétisme organise entraînements et compétitions sur le terrain principal possédant une piste d'athlétisme. 
Enfin, d'autres clubs ont résidé sur le complexe, c'est le cas de l'ES Kerfeunteun qui jusqu'à sa fusion avec le Quimper CFC, jouait sur l'un des terrains secondaires.

## Histoire du Stade

### Avant-projet
En 1948, un terrain en herbe est construit sur l'emplacement du stade actuel, à Kerfeunteun il ne comporte aucune tribune, aucun vestiaire. À l'époque, la ville de Quimper était composé du centre-ville actuel uniquement puisque Ergué-Armel, Kerfeunteun et Penhars était encore des communes distinctes. La ville manquait d'infrastructures puisque le Stade de Kerhuel, se situe à Kerfeunteun.
Le stade de Kerhuel d'une capacité de 5 000 places construit en 1842 est occupé par le Stade Quimpérois, principal club de football de la ville, depuis 1920. Ce stade est inadapté à la pratique d'autres sports que le football et le rugby, en effet il ne possédait pas de piste d'athlétisme, pas de vélodrome, seulement un terrain en herbe, souvent marécageux. Le terrain comporte une tribune de bois couverte de 450 places, construite en 1914 comportant des poteaux gênant la visibilité des spectateurs et des gradins non-couverts, construits en face de la tribune en bois. Pour continuer à accueillir les matchs du Stade Quimpérois jusqu'à l'inauguration du nouveau stade, trois nouveaux gradins en béton ont été installés en 1963, derrière les buts de chaque côté. Le stade de Kerhuel ne pouvait ni être rénové, ni être étendu à cause de la création d'une future zone industrielle dans le quartier de l'Hippodrome où se situe le stade, empêchant la construction de nouvelles tribunes. De la fin des années 1950 au début des années 1960, divers projets de grand stade municipal sont présentés mais aucun n'aboutit à la construction d'un stade.

### Projet puis construction

#### Projet d'un grand parc des sports

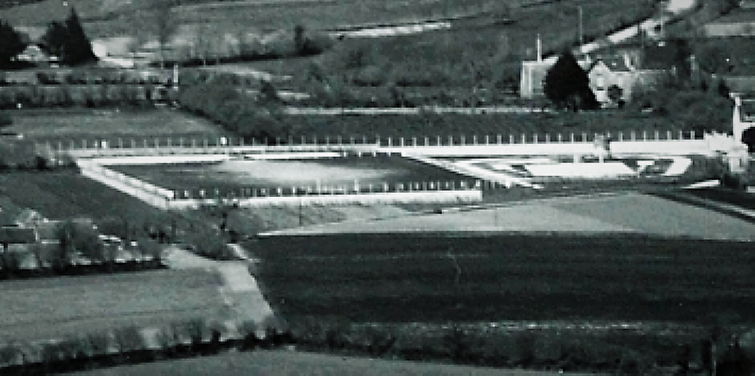
Emplacement du futur stade au début des années 1960.

Le projet du stade voit le jour après la fusion de Quimper avec Ergué-Armel, Kerfeunteun et Penhars en 1960 pour former le Grand Quimper. À l'époque, il n'y avait de grand stade à Quimper, de plus, le Stade Quimpérois était contraint de quitter le stade de Kerhuel, trop vétuste. L'emplacement d'un terrain de football à Penvillers est choisi pour construire le grand stade, bien qu’au départ les joueurs du Stade Quimpérois n'étaient pas forcément pour. Pour le remplacer, nombreux étaient ceux qui auraient préféré l'emplacement de l'actuel Carrefour qui à l'époque était un champ. Selon certains, l'emplacement du stade à Penvillers était un cadeau du maire Yves Thépot à l'ancien maire de Kerfeunteun à la suite de l'unification du Grand Quimper. Entre 1961 et 1963, la ville de Quimper fait l'acquisition des terrains où vont être construit le stade. Dès lors, les premiers plans du stade voit le jour. Pour construire son stade, les plans du Stade de la Colombière d'Épinal, alors en construction, sont consultés afin d'élaborer les plans du futur parc des sports quimpérois. L'année suivante, le financement du stade est voté par la municipalité quimpéroise mais pour pouvoir financer le parc des sports, celui-ci devait être obligatoirement omnisports, afin de recevoir les subventions jeunesses et sports de l'État.

#### Construction du stade

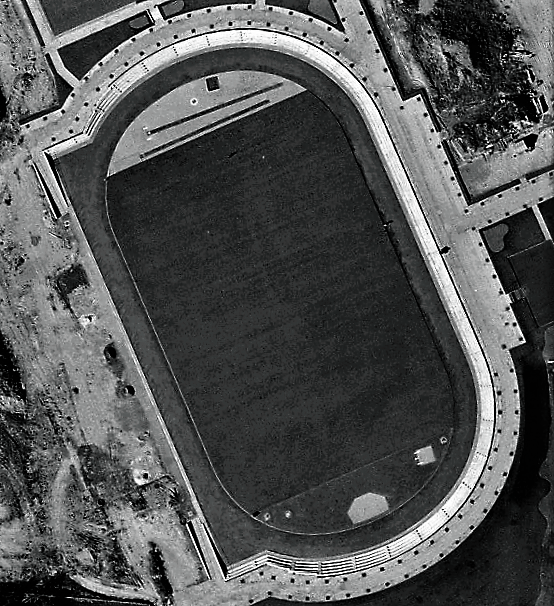
Stade en construction en 1965.

En 1963, le plan final est voté et l'entreprise Limousin remporte l'appel d'offre pour la construction du gros œuvre du stade. D'autres entreprises sont employés pour un élément précis de la construction (ex : C.Le Bris et fils, les clôtures). La ville de Quimper commence la construction du grand complexe sportif sur les hauteurs de Kerfeunteun proche d'une ferme et de champs.
Le chantier commence en 1963 par le terrassement du terrain, effectué par l'entreprise J.Brougalay et le début de l'installation des clôtures, effectué par l'entreprise C. Le Bris et fils. Ensuite ce sont la tribune populaire ceinturant le terrain, le terrain principal et la piste d'athlétisme qui sont créés durant l'année 1964 et 1965. Après, il ne reste plus que la tribune « Honneur », sa construction débute en 1966. Tout d'abord, toutes les rangées de gradins sont construites et le toit en béton est installé. Le 13 janvier 1968, une première visite du stade est organisé par le maire de Quimper à l'époque, Léon Goraguer, afin de visiter l'ensemble en fin de construction, le toit de la tribune « Honneur » était alors, en cours d'installation. Le reste du stade était alors terminé. Avant l'inauguration, la tribune « Honneur » est aménagée par l'installation de bancs en bois pour les places assises et l'aménagement des locaux de la tribune. Enfin des gradins démontables en acier sont installés derrière la partie centrale de la tribune populaire. Entre 1970 et 1971, 4 pylônes d'une hauteur de 40 mètres, sont installés par la Société Générale d'Entreprises, aux 4 coins du terrain, afin d'équiper le terrain d'un éclairage satisfaisant pour la pratique de matchs en nocturne. L'installation des pylônes pour l'éclairage met fin à la construction du terrain principal.
L'architecture du stade est principalement inspirée du Stade de la Colombière de la ville d'Épinal, la ville a étudié les plans du stade d'Épinal. L'architecture du stade est reprise dans plusieurs autres stades en France notamment au Stade municipal de Guentrange à Thionville ou encore au Stade de l'Ill de Mulhouse, au Stade Francis-Le Basser de Laval et au Stade Pierre-de-Coubertin de Cannes qui à l'origine était un stade d'athlétisme. À l'époque, la ville avait déjà prévu un projet d'extension des tribunes du stade en cas de montée du Stade Quimpérois, club de football, dans les échelons supérieurs nationaux, le club jouant alors en CFA. L'entièreté du stade et du complexe autour, revient, pour la ville de Quimper, à un coût de 500 millions d'anciens francs, soit aujourd'hui, un coût de 7 661 000 €, subventionné en partie par l'État.

#### Chronologie de la construction du stade
- 1961-1963 : achat des terrains et choix du plan du stade
- 1963 : début de construction du stade (terrassement et nivellement)
- 1964-1966 : construction de la tribune populaire, de la piste d'athlétisme et d'un terrain en herbe
- 1966 : construction d'un terrain stabilisé
- 1966-1968 : construction de la tribune honneur, d'un demi-terrain stabilisé
- 1968 : installation des gradins démontables, homologation du stade et inauguration du stade
- 1970-1971 : installation des 4 pylônes pour l'éclairage du stade

### Inauguration et Premières années
Pour inaugurer son stade, la ville de Quimper veut quelque chose de grandiose. À l'époque, le quotidien le Ouest-France titrait « Et pourquoi pas le Real Madrid ? ». Cette information fut bien vérifiée puisque la ville a contacté des clubs comme le Real Madrid, Benfica ou encore le Milan AC pour leur proposer de participer au match inaugural, contre une équipe professionnelle française, le 15 août 1968. À la suite de problèmes de calendrier, les clubs durent refuser et la ville contacta d'autres clubs comme le Bayern Munich, FC Nuremberg, le RSC Anderlecht ou encore le Standard de Liège.
Finalement le 25 août 1968, ce sont les Belges du Standard de Liège qui sont venus affronter l'équipe de France militaire pour inaugurer le nouveau stade. À son inauguration, le stade, d'une capacité de 18 000 places, dont 2 717 assises, possède une tribune honneur, qui pour cette dernière était à l'époque moderne et révolutionnaire notamment son toit et sa tribune presse chauffée ainsi que la tribune populaire, à 5 niveaux ceinturant la piste ainsi que des gradins démontables à 6 niveaux en acier. Le complexe sportif possédait à son inauguration une piste d'athlétisme sur le grand stade, deux terrains stabilisés et un terrain en herbe. Le stade eu rapidement comme surnom « Le Congélateur du coin » car le vent y soufflait très fort, ce qui glaçait les spectateurs quimpérois.
Le Stade quimpérois, alors en CFA, inaugure le nouveau stade, le 29 septembre 1968. Ce jour-là, le club joue son premier match de championnat au stade de Penvillers contre le SC Poitevin PEPP. Le nouveau stade attire de nouveaux les spectateurs puisque l'affluence moyenne qui avait baissé de 30 % en 3 ans, augmente de 14 % dès la première saison du Stade quimpérois dans ce stade. Deux mois plus tard, le stade accueille son premier match de Coupe de France, le Stade quimpérois affrontent la Stella Maris de Douarnenez, les visiteurs s'imposent devant 3 623 spectateurs. Trois mois plus tard, le 9 février 1969, le stade accueille son premier match de Coupe de France sur terrain neutre, qui oppose le CS Sedan et le FC Nantes pour le compte des 16e de finale de la Coupe de France 1968-1969. Le match entre les équipes de Division 1 a eu lieu devant 15 842 spectateurs, nouveau record d'affluence du stade.
Le stade accueille de plus en plus de spectateurs et montre vite ses limites en termes de capacité puisque le 8 février 1970, le record d'affluence du stade est de nouveau battu lors d'un match entre le Stade rennais, en ligue 1 et le Stade brestois alors en CFA. Le match a eu lieu devant 17 993 spectateurs alors que la capacité est de 18 000 places soit le premier match à guichets fermés. La même année, le stade accueille le premier match du SQ en Division 2, le 22 août 1970, lors du premier match de la saison du club contre l'AAJ Blois devant 2 231 spectateurs. Les matchs du Stade quimpérois dans ce nouveau stade attirent de plus en plus de monde, en effet pour la première fois, le club accueille plus de 10 000 spectateurs puisque 10 193 spectateurs assistent au derby contre le FC Lorient en 1974. Il s'agit du nouveau record d'affluence du Stade Quimpérois à domicile, battant le match Stade quimpérois - Paris SG qui avait eu lieu devant 8 450 spectateurs.
Entre 1973 et 1974, un grillage de 3 mètres de haut, est installé tout le long du terrain d'honneur par l'entreprise M. Pronost afin d'éviter les envahissements de terrain comme lors de la finale de la Coupe Gambardella où les supporters de l'AS Brestoise avait tenté d'envahir le terrain à la suite de l'égalisation de leur équipe. Jusqu'à présent seules des palissades de bois d'un mètre de haut où sont accrochés les panneaux publicitaires, empêchaient les supporters de venir sur le terrain, ces derniers pouvaient être enjambés facilement. En 1974, à la suite du décès de Jacques Guéguen, adjoint au maire de Quimper, ancien militant associatif et sportif et artisan de la construction du stade à Penvillers. Un dossier de presse, une correspondance et un bulletin de soutien sont créés afin de pouvoir changer la dénomination « Stade de Penvillers » en « Stade Jacques Guéguen » en hommage. Finalement, le changement de nom sera abandonné et le stade garde le nom « Stade de Penvillers ».

### Rénovations successives, évolutions de la capacité

#### Première rénovation, adaptation à son utilisation
En 1975, la ville de Quimper décide de rénover son complexe inauguré il y a 7 ans afin de l'adapter à son utilisation qu'il en a fait à l'époque. Une première vague de travaux a lieu afin d'étendre les gradins démontables, destinés aux supporters quimpérois et installée peu avant l'inauguration du stade. Cet agrandissement permet d'ajouter 400 places supplémentaires, ce qui augmente la capacité de la tribune de 1 600 places debout à 2 000 places debout. En plus d'étendre les gradins démontables, un toit est installé tout le long de celle-ci afin de protéger les supporters quimpérois. Certaines interventions mineures ont aussi lieu, un contrôle technique sur la tribune « Honneur » est effectué par l'entreprise Bureau Véritas, l'entrée principale du stade est agrandie, les accès aux buvettes sont remis en état et la cabine de sonorisation est rénovée pour améliorer le confort des journalistes. Enfin, la tribune populaire est rénovée et modifiée, la tribune passe de 5 à 9 niveaux. Cette modification a lieu afin d'augmenter le nombre de supporters debout sans qu'ils soient gênés par ceux devant eux qui était jusqu'alors au même niveau, tout en gardant le même nombre de places assises. À la suite de ces travaux, malgré l'extension des gradins démontables et la rénovation de la tribune populaire, la capacité du stade baisse, passant de 18 000 places dont 2 717 assises à 16 000 places dont 2 717 assises à la suite de nouvelles normes de sécurité. En 1979, après 4 ans de travaux diverses et variés, la première rénovation du stade est terminée.

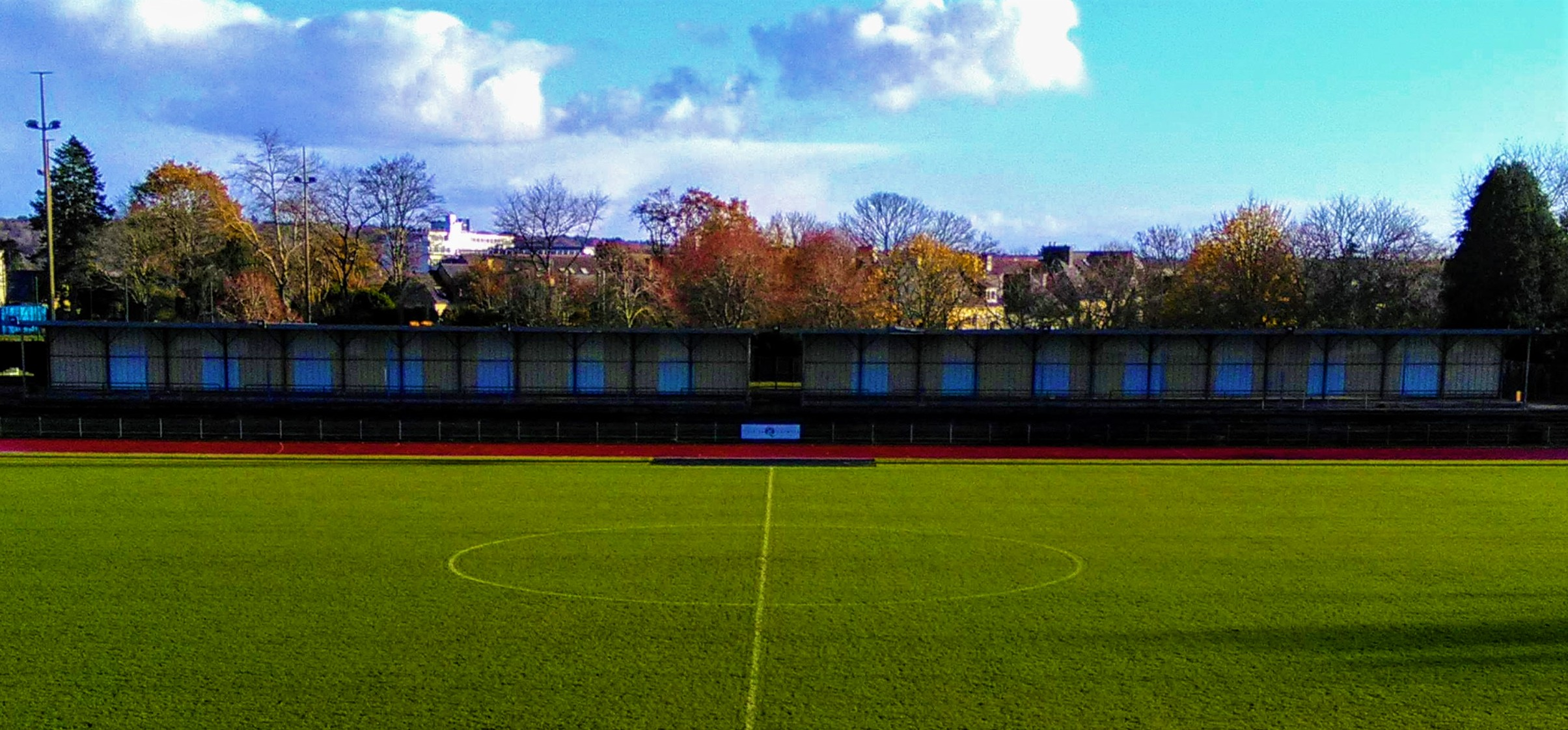
Principale modification lors de cette rénovation, l'ajout d'un toit le long des gradins démontables.

L'affluence augmente de plus en plus puisque lors de la saison 1976-1977, le stade accueille 3 984 spectateurs en moyenne par match, soit 24 % de taux de remplissage, ce qui est la meilleure affluence moyenne en Division 2 du Stade Quimpérois à Penvillers. En 1979, le stade accueille un 32e de finale de Coupe de France entre l'AS Saint-Etienne et le Stade léonard Kreisker de Saint-Pol-de Léon. L'engouement est grand et pour accueillir le maximum de spectateurs, des gradins métalliques supplémentaires sont installés et des gradins en bois sont installés en haut de la tribune honneur, au niveau du promontoire. Le match de coupe a lieu devant 20 020 spectateurs alors que la capacité est de 16 000 places. Des spectateurs étaient debout sur les projecteurs du stade, sur les toits des tribunes et dans les arbres ceinturant le terrain. Quant à la tribune populaire et les gradins démontables (places debout), ceux-ci étaient remplis de bien plus de spectateurs que leur capacité maximale. Le record d'affluence de Stade rennais - Stade brestois qui en 1970 avait eu lieu devant 17 993 spectateurs est largement battu avec 2 027 spectateurs supplémentaires qui ont rempli le stade surchargé. Ce record d'affluence en compétition sportive est encore d'actualité aujourd'hui. À la fin l'année 1980, le Stade Quimpérois joue contre le Stade brestois, tout juste relégué de Division 1 devant 11 102 spectateurs, nouveau record d'affluence du SQ à domicile,.

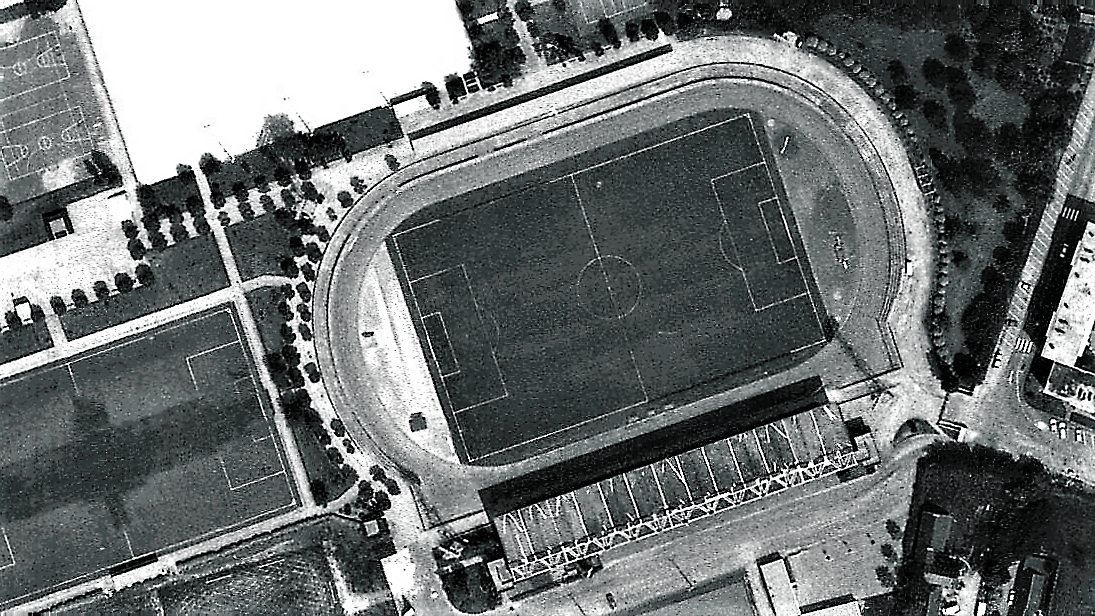
Le stade en 1982, après la première rénovation. On peut apercevoir les principaux changements.

À plusieurs reprises au début des années 1980, le stade fut transformé en salle de concert à ciel ouvert, en effet en septembre 1982, le stade est aménagé afin d'accueillir le concert de Neil Young et Dan Ar Braz. Le terrain qui est habituellement interdit aux spectateurs et les tribunes sont remplis par les fans du guitariste américano-canadien. Ce sont 27 000 fans qui assistent au concert du guitariste américano-canadien, record d'affluence du stade pour tout évènement qu'il soit sportif ou non. À l'époque le quotidien régional Ouest-France titrait « Jamais Penvillers n’avait connu pareille affluence ». Deux ans plus tard, en 1984, le stade est de nouveau transformé mais cette-fois ci pour accueillir le concert de Rory Gallagher, le guitariste irlandais attire tout de même 12 000 fans dans le stade quimpérois. Le stade peut accueillir à cette époque, environ 30 000 personnes en format concert, capacité bien supérieur à la configuration pour le Stade quimpérois. Dans la configuration sportive, le stade peut accueillir 16 000 personnes soit presque moitié moins qu'en configuration concert.

#### Nouvelle augmentation de la capacité
En 1986, un nouveau gradin est installé à côté des autres gradins démontables. Il s'agit d'un gradin métallique à 8 niveaux permettant d'augmenter de nouveau la capacité à son apogée, 18 000 places, dont 2 717 places assises. Le Quimper CFC attirent de plus en plus de spectateurs à Penvillers, 10 089 spectateurs lors du quart de finale aller de la Coupe de France contre le FC Metz en 1988, 11 159 spectateurs la même année, lors de la réception du Brest Armorique en Division 2, record d'affluence pour un match du Stade quimpérois à domicile, ou encore 9 622 spectateurs en 1989 pour la réception du FC Mulhouse, en Division 2. Un projet d'extension provisoire était prévu en mars 1989, puisque le Quimper CFC reçoit l'OM, en Coupe de France. Pour cette occasion, les dirigeants quimpérois avaient prévu la venue de 20 000 spectateurs et par conséquent un agrandissement du stade, trop petit pour la rencontre. Mais à la suite de la victoire 4-1 de l'OM, lors du match aller, seulement 7 893 spectateurs se rendent à Penvillers pour voir le Quimper CFC tenir en échec les marseillais.

#### Nouvelle rénovation, réduction de la capacité

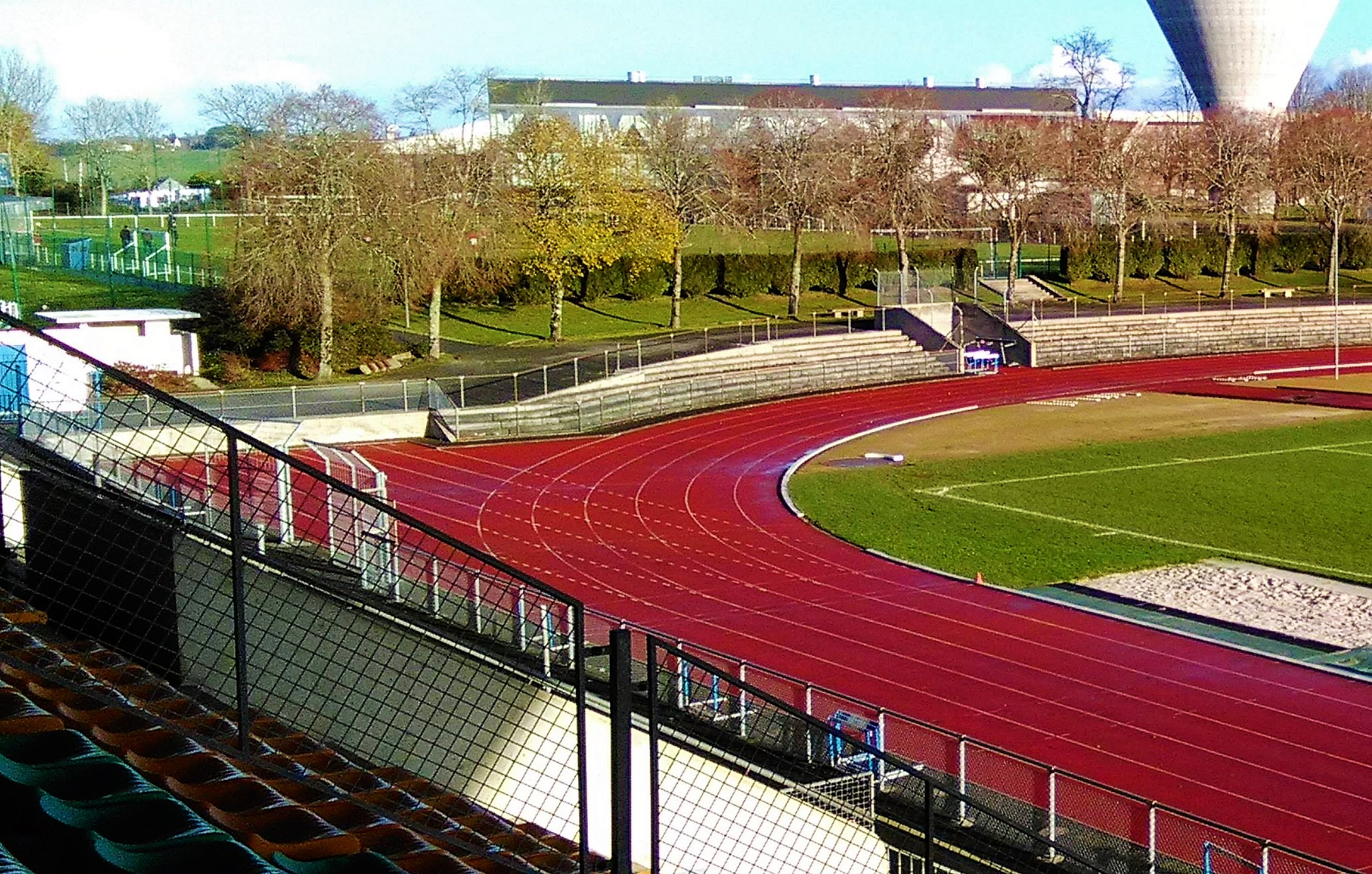
Durant cette rénovation des aires de lancers et des sièges individuels sont installés et la ligne droite est allongée.

Depuis plus de 10 ans, si ce n'est l'installation de gradins démontables supplémentaires augmentant la capacité, le terrain principal n'a pas été modifié. De 1989 à 1996, des nombreux changements ont lieu sur le grand stade. L'installation du Quimper Athlétisme, trois ans plus tôt sur le terrain principal, a poussé la ville à rénover le terrain principal pour l'adapter à la pratique de l'athlétisme. En effet, 2 espaces sont créés aux extrémités de la tribune populaire pour permettre les épreuves de lancers, la piste d'athlétisme est refaite à neuf et est légèrement rallongée au niveau de la ligne droite, celle-ci possède 6 couloirs. De plus, les barrières de sécurité sont enlevées et remplacées par une main courante et les bancs en bois de la tribune « Honneur » faisant office de places assises, sont en partie remplacés par des sièges dits « coques » sans dossiers et de différentes couleurs. Enfin, les gradins démontables, non couverts, installés trois ans plus tôt en 1986, sont désinstallés, ce démantèlement a pour conséquence la diminution de la capacité du stade principal, passant de 18 000 places à 15 680 places.
La ville décide de rénover et d'agrandir le complexe sportif pour la pratique de tous sports. Celui-ci était composé jusqu'à présent de 3 terrains de football, deux en pelouse naturelle dont le principal et un en stabilisé, d'un terrain de handball et d'un terrain stabilisé de football à 7. Le complexe va être étendu avec la création de deux nouveaux terrains de football, l'un stabilisé et l'autre, en herbe aux dimensions réglementaires contrairement à l'autre terrain annexe en herbe. Cet agrandissement voit la création d'un espace pour la pratique de l'athlétisme avec des aires de saut en longueur, de saut en hauteur et de saut à la perche. Enfin, au niveau du nouveau terrain stabilisé, le terrain est aplani et une pente artificielle est créée afin de relier le complexe avec les lotissements alentours.

### Vétusté, forte réduction de la capacité
Après la rénovation, le Stade Quimpérois dépose le bilan et est rétrogradé en DSR (Division Supérieure Régionale), 7e échelon national, le stade accueille moins de public mais le complexe continue de se développer, des aires de saut en longueur sont créées au niveau du demi-terrain stabilisé. En 1998, le démantèlement des gradins protégés par le toit et la suite du changement de la tribune populaire en places assises, font basculer la capacité passe de 15 680 à 7 758 places dont 5 248 assises.
En plus, de pouvoir accueillir des concerts, le stade peut être configuré pour accueillir des rencontres de rugby. En mars 1998, le terrain principal est transformé afin d'accueillir un match de gala de rugby entre les Bleus et l'Irlande afin de fêter les 50 ans du Rugby Club Quimpérois. Le public cornouaillais répond présent puisque 6 000 spectateurs assistent à la rencontre qui se termina sur un match nul 30 à 30 entre les deux sélections nationales européennes. Il s'agit encore aujourd'hui de la meilleure affluence pour un match de rugby dans le Finistère.
À la suite de la fin du football de haut niveau à Quimper et de sa vétusté, le stade accueille moins d'évènements bien que plusieurs rencontres amicales entre équipes professionnelles font revivre le stade comme Stade brestois - FC Nantes pour le centenaire du Stade quimpérois en 2005. Il accueille aussi certaines rencontres du Stade quimpérois comme Quimper - FC Lorient en 2000 devant 2 007 spectateurs ou encore Quimper - Lille OSC en 2003 devant 6 571 spectateurs. Depuis 2013, le Quimper CFC devenu Quimper KFC ne joue plus sur le terrain principal mais sur le terrain synthétique, depuis 2012.
Le stade accueille de nombreuses équipes locales comme l'US Concarneau, club de National, qui joua par deux fois à Quimper ou d'autres équipes qui ont joué à une reprise sur ce terrain, c'est le cas du PD Ergué-Gabéric et de l'AS Plobannalec-Lesconil. Cependant, la vétusté du stade empêchera l'accueil de la rencontre US Concarneau - Olympique Lyonnais, en janvier 2009, puisque le stade est touché par un problème sanitaire (légionelle) en plus de devoir accueillir un match reporté du Quimper CFC. Les concarnois devront se rendre à Guingamp, au Roudourou afin d'affronter l'Olympique Lyonnais.
Aujourd'hui, le stade de Penvillers est un stade vétuste, la piste d'athlétisme n’absorbe plus l’eau et des trous sont présents sur celle-ci, risques de blessures. Une étude menée par un cabinet spécialisé est en cours. Elle va déterminer l'avenir de la piste d’athlétisme. Rénover l’existant, avec un coût des travaux évalué à 1 million d’euros, serait la solution la moins chère mais cela ne réglerait pas une contrainte, liée à la situation du complexe de Penvillers. Il y a tellement de vent que si des athlètes battent des records, on ne peut pas les homologuer. Le Quimper Athlétisme propose le déménagement mais celui-ci serait plus coûteux, au Likès ou au Corniguel. La tribune Honneur de 2 717 places vieillit, elle aussi, elle n’est plus aux normes, notamment en ce qui concerne son accès pour les personnes à mobilité réduite et des infiltrations d'eau ont lieu sur cette tribune. De plus, les douches du stade furent interdites sà cause de la présence de légionelle, bactérie entraînant une infection respiratoire. De nombreux projets furent menés par l'ancienne municipalité mais ceux-ci étaient rapidement abandonnés faute de moyens financiers.

### Renouveau en cité sportive
À la suite du changement d'équipe municipale, le complexe sportif va être transformé en une cité sportive, la piste d'athlétisme va être refaite avec 2 couloirs supplémentaires ainsi que les aires de sauts et l'éclairage va être adapté par rapport aux deux couloirs supplémentaires, un éclairage de 1 000 lux va éclairer les 8 couloirs de la piste. La nouvelle piste d'athlétisme devait au départ, être inaugurée en octobre 2022. Une étude fut effectuée pour connaître la solidité des bétons des tribunes Honneur et Populaire et du toit de la tribune Honneur ainsi que la solidité des édifices abritant l'éclairage.

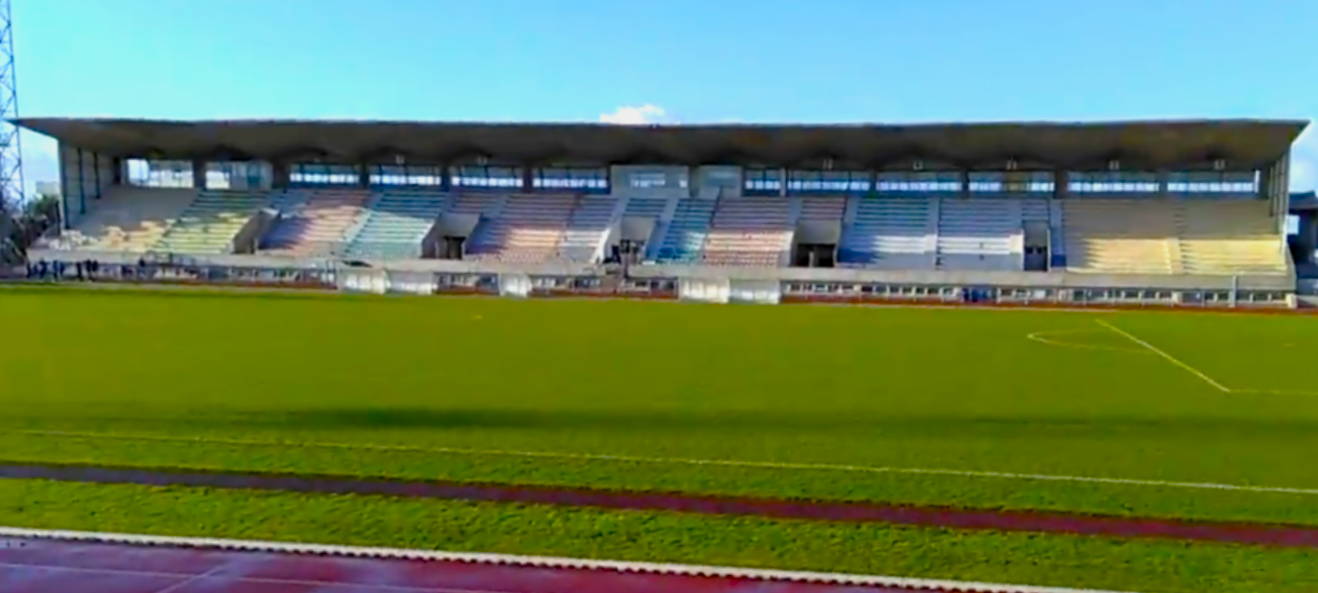
La tribune Honneur du stade de Penvillers, avant sa destruction en mars 2023 dans le cadre du projet de création d'une cité sportive à Penvillers.

En mai 2021, la municipalité annonce que la tribune Honneur, inaugurée en 1968 sera détruite. Cela est notamment dû au fait que la rénovation de la tribune Honneur coûte plus cher que la démolition et reconstruction, bien que l'étude est prouvé une excellente solidité des bétons. Une autre tribune, plus petite sera construite, ressemblant à la tribune du Stade de Creac'h Gwen (350 places assises) mais avec une capacité probablement supérieure à celle-ci. À la suite de l'agrandissement de la piste de 6 à 8 couloirs, le destin du terrain de foot en son centre n'est pas encore scellé. La tribune populaire du stade sera aussi détruite, ce qui fait que la capacité minimum sera inférieure à celle aujourd'hui, sa future capacité est encore inconnue. La destruction de la tribune Honneur commencera en décembre 2022 pour se terminer en février 2023 et la nouvelle piste d'athlétisme, bleue et connectée, sera normalement livrée en septembre 2023.
Les travaux du stade débutent en novembre 2022 par la déconstruction de la tribune « Populaire » ainsi que le démontage du toit des anciens gradins métalliques et des projecteurs du stade. Après trois mois de travaux, la destruction de la tribune « Honneur » a commencé le 6 mars 2023 et s'est terminée le 6 mars 2023,. Les travaux de la nouvelle piste ont commencé en mars 2023.

## Structures et équipements

### Architecture et description générale

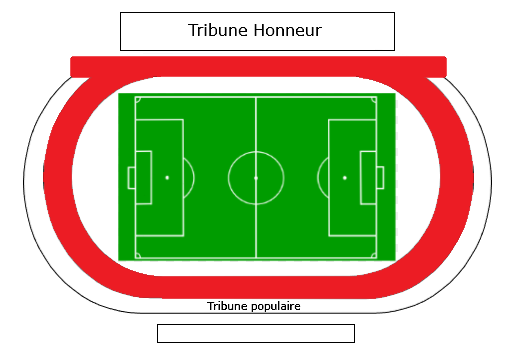
Vue schématique du stade et de ses tribunes.

Jusqu'à la rénovation du stade, la pelouse est entourée de 2 tribunes, la Tribune « Honneur », couverte et composée de places assises, qui longe tout la longueur du terrain et la tribune « Populaire » non-couverte, qui entoure le terrain sur 3 côtés. Deux des quatre angles du terrain sont composés de tribune, ceux de la tribune populaire puisqu'elle ceinture le terrain.

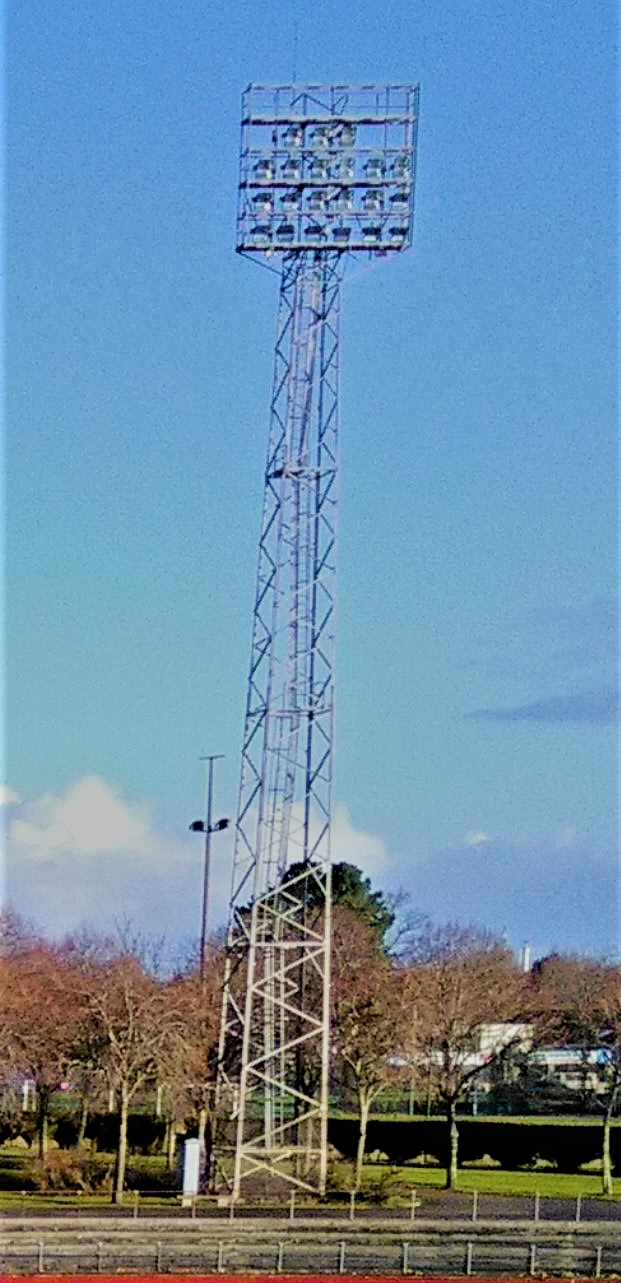
Un pylône du stade.

La tribune « Honneur » a été construite en béton armé, elle est composée d'un toit en porte-à-faux, révolutionnaire lors de son installation qui permet une excellente visibilité du terrain pour le public. Le bâtiment est soutenu par des arches en béton révolutionnaire à l'époque tout comme le toit de l'édifice. En haut de celle-ci, a été construit un promenoir qui permet d'avoir une excellente vue sur la ville, le stade étant construit en hauteur. La tribune « Populaire » fut construite sur une butte et à la particularité de pouvoir être réhabilité en place en station debout, permettant d'augmenter la capacité du stade. Celle-ci ceinture la piste d'athlétisme, c'est cette dernière qui a pour conséquence la destruction de cette tribune pour permettre l'agrandissement de la piste de 6 à 8 couloirs.
Enfin, le stade comporte 4 pylônes abritant chacun 21 projecteurs, soit un total de 84 projecteurs éclairant la direction principale du terrain. La puissance actuelle de l'éclairage est de 380 lux. Pour la future rénovation du stade, l'éclairage du stade sera modifié afin d'atteindre une puissance de 1 000 lux, soit trois fois plus qu'actuellement. Ceux-ci seront réorientés afin de pouvoir éclairer les 8 futurs couloirs au lieu de 6 actuellement. Le pylône situé au niveau de l'accès « Sud » est équipé d'antennes de télécommunication permettant de relier toute la Cornouaille au réseau hertzien.
La capacité du stade est de 7 758 places dont 5 248 places assises, deux milliers de places sont pour des spectateurs en station debout.

### Terrain de jeu

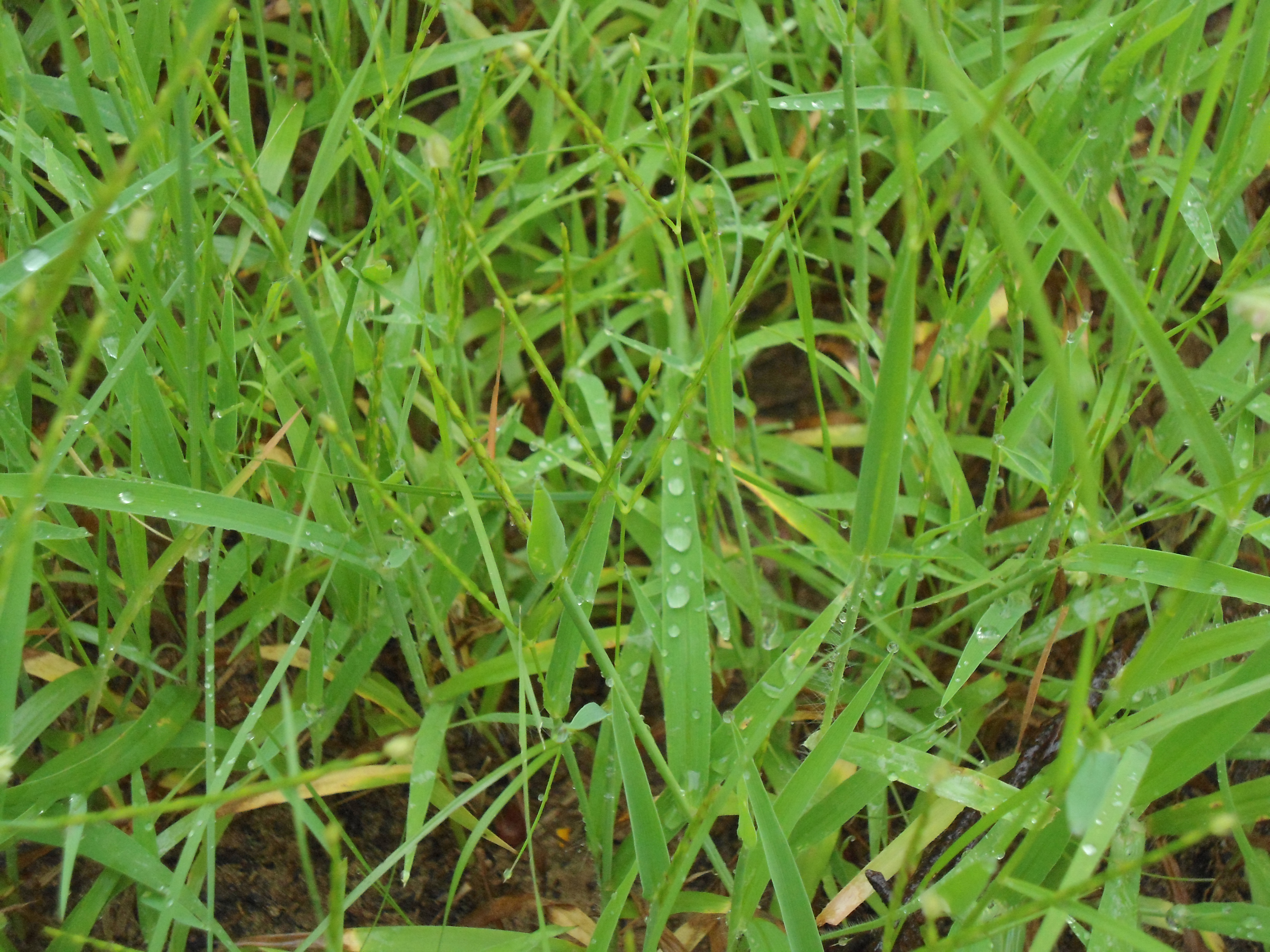
Pelouse comme celle du stade.

Le stade de Penvillers comporte une pelouse de 104 mètres de long sur 67 mètres de large dont la surface est en gazon naturel. La première pelouse fut posée en 1963 au début de la construction du complexe, celle-ci était à l'époque d'une excellente qualité, les promoteurs du stade disait à l'époque qu'il s'agissait d'un vrai billard. Cette pelouse fut refaite à plusieurs reprises notamment en 1983 alors que le Stade quimpérois vient de remonter en Division 2.
 Le principal défaut de ce terrain de jeu est que celui-ci a été construit dans un axe de grands vents, par conséquent les vents y soufflaient très fort ce qui glaçait les joueurs ainsi que les supporters, le stade n'étant pas fermé notamment à cause de la piste. Le stade fut vite surnommé « Le congélateur du coin » par les joueurs et les supporters quimpérois. Ce défaut pouvait favoriser les joueurs quimpérois, habitué au terrain contrairement aux visiteurs.

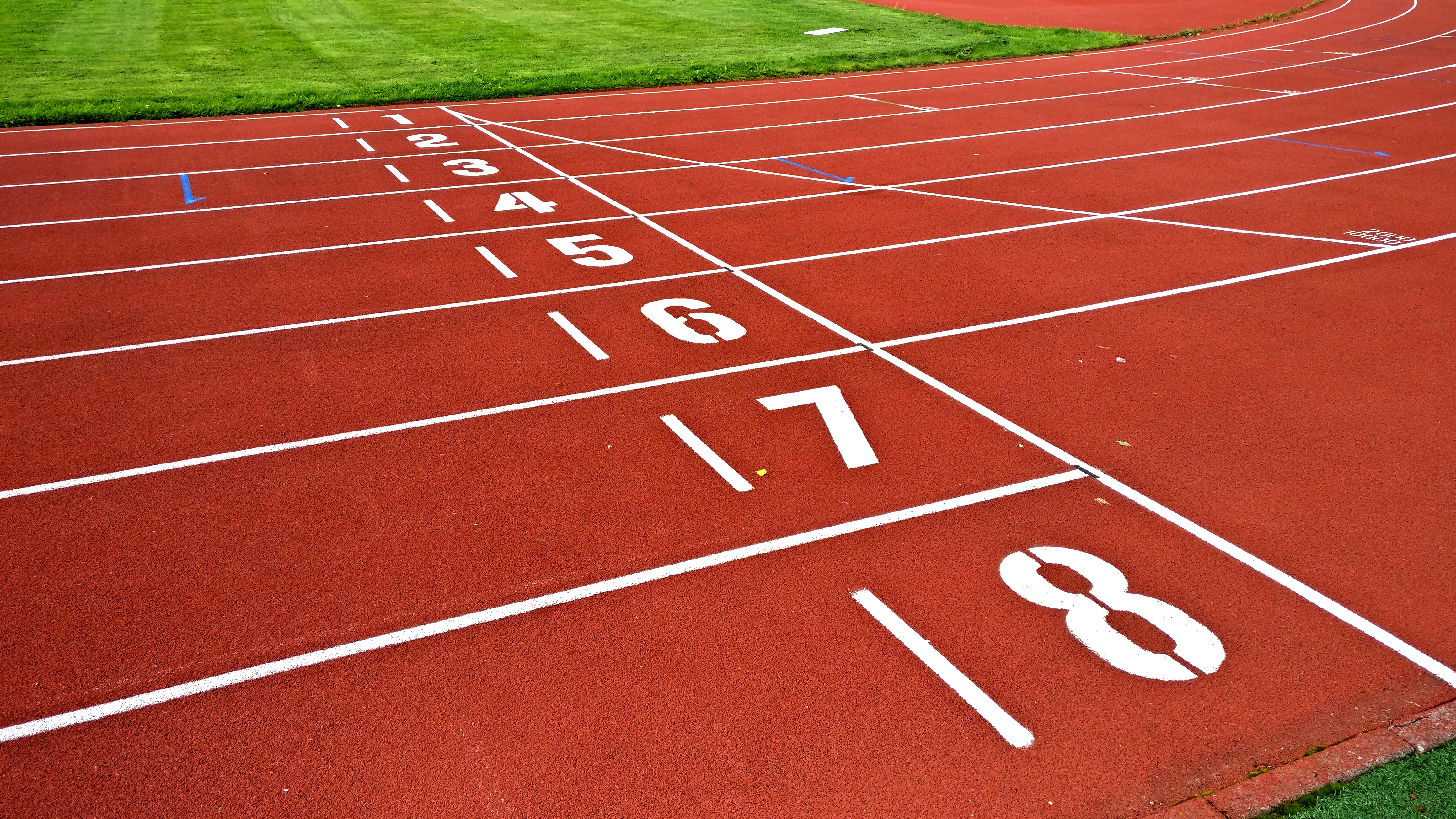
Piste en résine comme celle actuelle du stade.

Le stade possède aussi une piste d'athlétisme d'une longueur de 400 mètres dont une ligne droite sur le côté Tribune « Honneur » d'une longueur de 144 mètres et d'une largeur de 7 mètres. La première piste fut créée entre 1964 et 1965, celle-ci était cendrée. En 1990, une nouvelle piste d'athlétisme en tartan à 6 couloirs fut créée afin de remplacer l'ancienne, vétuste,. Durant l'année 2010, la piste âgée de plus de 20 ans commence à se détériorer, celle-ci suscite des débats et du fait de l'inactivité de la municipalité pour la rénover, le Quimper Athlétisme, principal utilisateur de la piste, lance une pétition pour sa reconstruction. Malgré les 2 600 signatures, la piste ne fut pas refaite et celle-ci se retrouvait au cœur des débats de l'élection municipale quimpéroise de 2020. À la suite du changement d'équipe municipale, le lancement d'un projet de reconstruction de la piste est en cours et celle-ci devrait être livrée en fin d'année 2022. Cette dernière aura la particularité de compter 8 couloirs contre 6 actuellement afin de pouvoir accueillir des compétitions de niveau national contrairement à l'ancienne piste qui pouvait accueillir uniquement des compétitions départementales et régionales. Cette nouvelle piste avec 8 couloirs au lieu de 6 couloirs, aura pour conséquence la suppression de la tribune populaire longeant celle-ci et selon son agencement, l'impossibilité de pouvoir pratiquer le football sur ce terrain.

### Tribunes

#### Tribune honneur

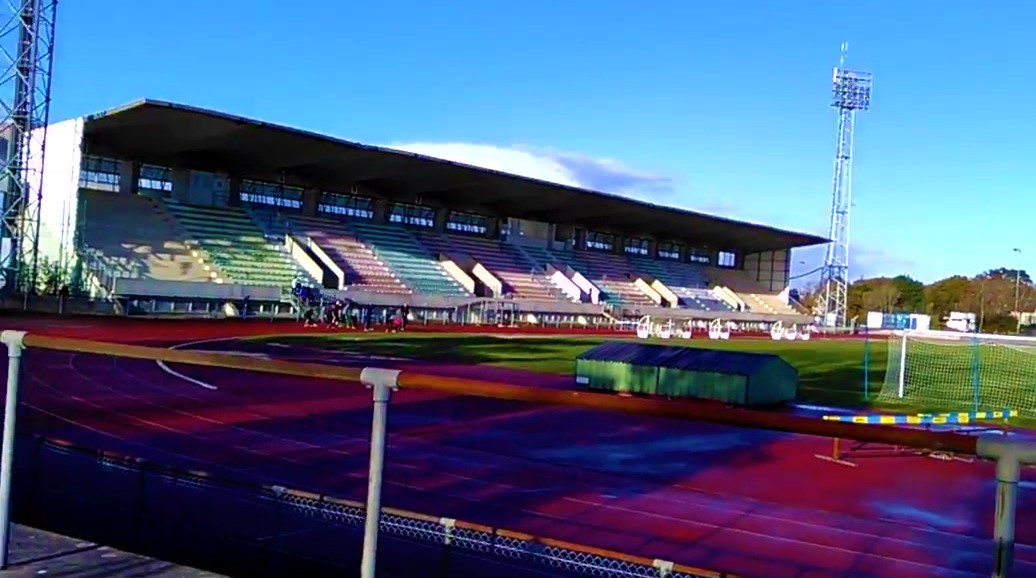
La tribune Honneur du stade qui va détruite entre décembre 2022 et février 2023.

Situé Nord-Est, face au pourtour, se trouve la grande tribune du stade omnisports qui porte le nom de Tribune honneur. Celle-ci construite de 1966 à 1968, en même temps que le stade original. Cette tribune qui longe tout la longueur du terrain possède 2 717 places assises, c'est la seule tribune du stade comportant des sièges. À la suite du fait que la pluie se déversait dans la tribune, cette vue fut supprimée avec l'installation de plexiglas avait été posé pour limiter la rentrée d'eau. C'est de cette tribune que sont filmés les matchs puisqu'elle comporte une tribune presse chauffée, ce qui était très rare à l'époque. Elle comporte aussi une partie présidentielle qui comporte des sièges gris ainsi qu'une partie honneur avec soit des sièges orange et verts ou des bancs. La tribune comporte aussi les locaux du Quimper KFC, du Quimper Italia et du Quimper Athlétisme. De plus, elle dispose de 8 salles de vestiaire pour les joueurs comportant 3 douches et 2 salles pour les arbitres comportant une seule douche. Cette tribune est accessible par 10 accès.
Le 28 mai 2021, la municipalité a annoncé la démolition de cette tribune en 2022, elle sera remplacée par une nouvelle tribune, ci-dessous. La tribune sera détruite de décembre 2022 à février 2023. À la suite de l'annonce de la destruction de la tribune principale, il est annoncé la construction d'une nouvelle tribune pour 2024. Cette tribune ressemblera à la tribune du Stade de Creac'h Gwen mais avec vraisemblablement une capacité supérieure à celle construite à Creac'h Gwen.

#### Tribune populaire

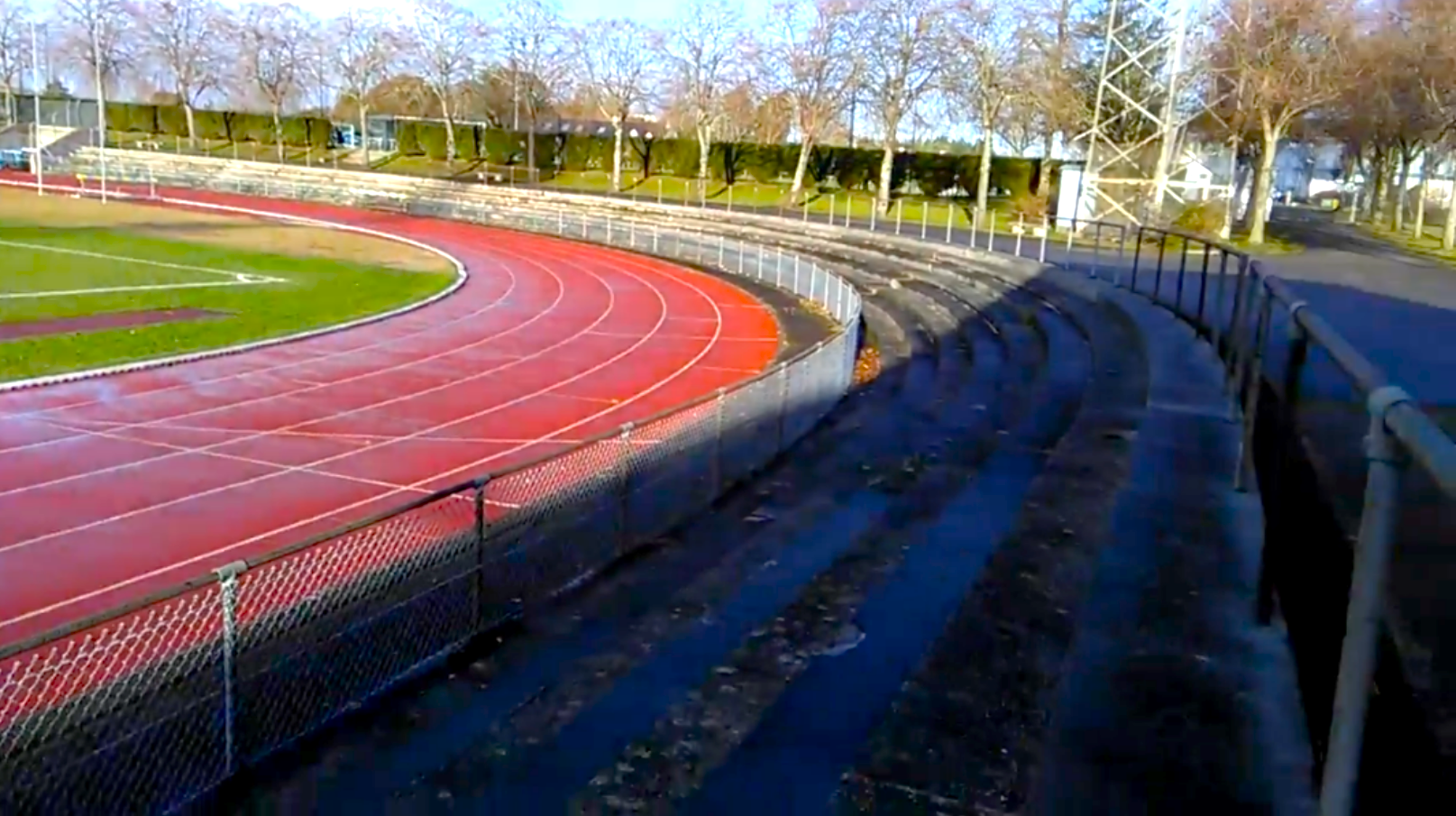
L'ancienne tribune populaire, qui a été détruite en novembre 2022. On peut différencier les gradins construits dans les années 1960 de ceux des années 1970.

Ceinturant la piste d'athlétisme, la tribune populaire a une capacité de 2 531 places assises. Ils sont construits de 1963 à 1965, sont à 5 niveaux et comporte 3 700 places. En 1976, les gradins sont rénovés et passent de 5 à 9 niveaux par dédoublement des niveaux, leur capacité passe à 6 300 places. Ils comportent depuis la rénovation du stade, un espace pour les personnes à mobilité réduite couverte par le toit des anciens gradins métalliques et 2 espaces pour mettre des équipements sportifs. Il comportait aussi l'espace pour les supporters visiteurs lorsque le Stade quimpérois jouait en Division 2. En 1998, à la suite de leur passage en places assises, leur capacité passe à 2 531 places assises.
Après la future rénovation du stade, elle sera détruite pour permettre à la piste d'athlétisme de s'agrandir pour accueillir 8 couloirs contre 6 actuellement. En novembre 2022, les gradins du stade sont détruits afin de pouvoir permettre l'aménagement de la nouvelle piste d'athlétisme, ceux-ci ne seront pas reconstruits après la création de la nouvelle piste en septembre 2023.

#### Gradins démontables

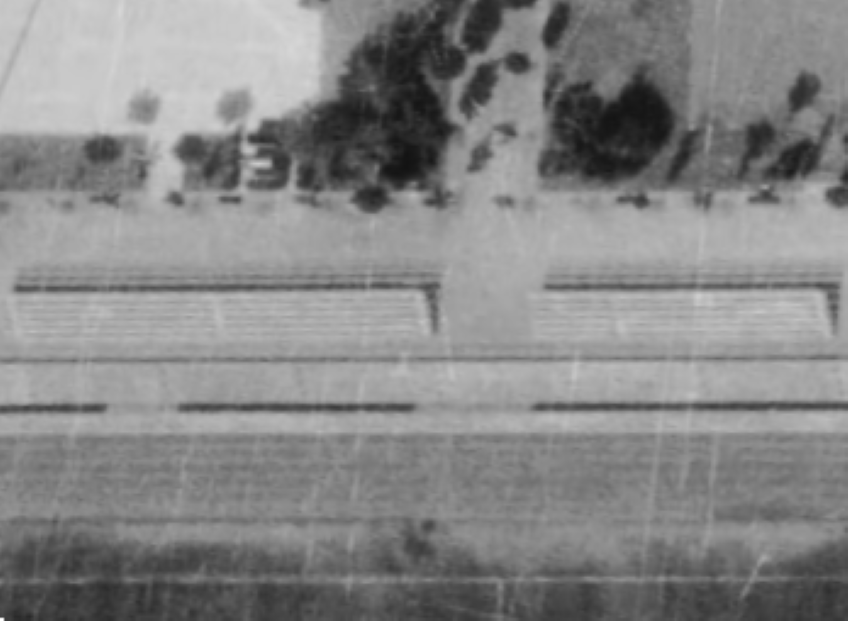
Aperçu des gradins démontables en 1976.

Les gradins démontables du stade d'une capacité de 2 000 places debout est installé vers la fin de la construction du stade, en 1968. Il s'agit de gradins métalliques comportant 6 niveaux (couverts) et 8 niveaux (non couverts). Jusqu'en 1976, aucun changement n'est effectué sur cette tribune. Cette année-là, un toit est installé au-dessus des gradins jusque là non couverts et elle est étendue et gagne 400 places passant de 1 600 places à 2 000 places. En 1979, d'autres gradins seront installés provisoirement afin d'accueillir la rencontre de Coupe de France, AS Saint-Etienne - Stade Léonard Kreisker car la capacité du stade était insuffisante pour accueillir l'ensemble des spectateurs (20 000 spectateurs). 
De 1986 à 1989, d'autres gradins démontables non couverts sont installés sur le stade, ce qui augmentait la capacité des gradins à 4 000 places debout et la capacité du stade à 18 000 places. 

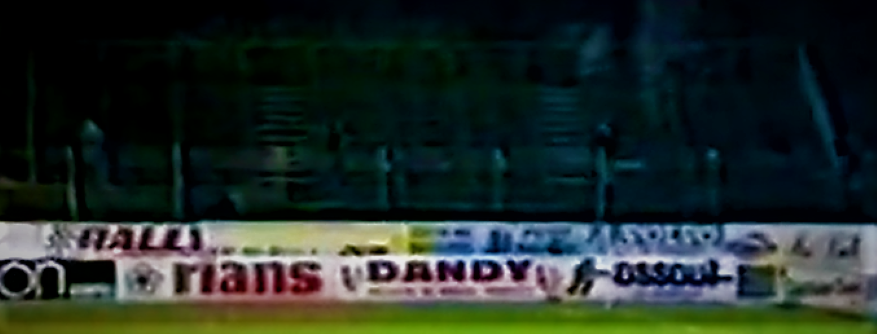
Aperçu du gradin démontable non couvert.

Durant la seconde rénovation du complexe sportif, dans les années 1990, les gradins sont démontés et un espace vacant est laissé à la place de celle-ci. Ceux-ci ne seront jamais remontés sur le terrain principal de Penvillers ni même sur un autre stade. Depuis le démantèlement des gradins, il s'agit principalement d'un endroit de protection pour les spectateurs et de rangement d'équipements sportifs protégés notamment des gradins mobiles.
En 2005, afin d'accueillir la 42e édition de l'Européade, de nouveau gradins démontables sont installés au même endroit que les anciens gradins soit en dessous du toit qui était alors vide. Contrairement aux anciens gradins, ceux-ci sont composés de sièges alors que les anciens étaient des gradins debout. La capacité de ses gradins sont inconnues, ceux-ci sont démontés après la fin des festivités et ne seront jamais remontés.

### Complexe sportif
Il existe dans ce complexe sportif, 4 autres terrains de football. Le second terrain est le terrain synthétique, celui-ci est inauguré en 1992, à côté du terrain annexe en herbe. À l'origine en herbe, en 2012, la ville décide de remplacer le gazon naturel par un gazon synthétique. Le terrain synthétique est installé, des projecteurs sont installés. Le terrain comporte 6 vestiaires joueurs et 2 vestiaires arbitres. Il comporte une tribune de 364 places assises. Le Quimper Kerfeunteun FC y joue ses matchs à cause de la vétusté du terrain principal.
Le second terrain en herbe est construit de 1963 à 1965, le terrain annexe en herbe mesure 100 mètres de long et 60 mètres de large, dès sa construction, il est équipé d'une petite tribune de 160 places assises, le terrain comporte 6 vestiaires joueurs et 2 vestiaires arbitres. 
Le terrain stabilisé situé côté terrain honneur est construit de 1965 à 1966, le terrain mesure 105 mètres de long sur 65 mètres de large, le terrain comporte 6 vestiaires joueurs et 2 vestiaires arbitres, il ne comporte aucune tribune. En 2019, le terrain est détruit pour y laisser place à la nouvelle salle Dan-ar-Braz, inauguré en juin 2020. 
Enfin, il existe un second terrain synthétique, inauguré en 1995, durant la rénovation du stade, le terrain mesure 100 mètres de long sur 65 mètres de large, le terrain comporte 7 vestiaires joueurs et 2 vestiaires arbitres, il ne comporte aucune tribune. 
Il existe aussi dans ce complexe, un grand terrain de basket et un terrain 3x3 ont été installés récemment et derrière la tribune « Honneur » du terrain principal, un terrain de football 7x7 stabilisé. Des équipements pour l'athlétisme y sont aussi présents notamment des aires de sauts en longueur et en hauteur.

### Normes du stade
Le stade est classé « Niveau 3 » par la FFF, et a les capacités minimales requises pour évoluer en National (3e division) et les capacités pour jouer en National 2 (4e division). En Coupe de France, le stade peut accueillir les matchs jusqu'en 1/8e de finale grâce à sa classification FFF.
Il est aussi classé en stade de catégorie 1 par l'UEFA, cela signifie qu'il ne peut pas accueillir de matchs en Ligue Europa (C3). De même en Ligue des champions (C1) pour des soucis de conformité et de sécurité (il faudrait pour cela un stade de catégorie 2 pour accueillir au moins un tour préliminaire). Le stade ne peut pas accueillir la nouvelle Ligue Europa Conférence, lancée en 2021, celle-ci demandant un stade à la catégorie 2 afin d'accueillir les premiers tours. En revanche, le stade est aux normes pour accueillir les matchs de Youth League, ligue des jeunes, celle-ci demandant au minimum un stade de catégorie 1 pour accueillir n'importe quel match de la compétition (tours préliminaires jusqu'à la demi-finale).

## Utilisation

### Clubs de football quimpérois

#### Quimper Kerfeunteun FC (ex:Stade Quimpérois)
Le Stade Quimpérois (Aujourd'hui : Quimper Kerfeunteun FC) jouait dans ce stade durant ses plus grandes heures en Division 2 et Division 3. Depuis son inauguration, le SQ y joue tous ses matchs, jusqu'à l'inauguration du stade, l'équipe jouait au Stade de Kerhuel dans l'actuelle zone de l'hippodrome. Aujourd'hui le stade accueille beaucoup moins de matchs car le club joue sur le terrain synthétique juste à côté.
L'équipe féminine du Quimper KFC a joué ses matchs de N1A et D1F durant les années 1990 et 2000 car le Stade de Kerhuel n'est pas aux normes.

#### Quimper Italia
De 2016 à 2022, le Quimper Italia qui jouait jusqu'à présent au Stade de Creac'h Gwen, joue sur le terrain principal du complexe et son siège est dans les locaux de la grande tribune du stade. Cependant, la fusion du club avec l'US Quimper a eu pour conséquence le déménagement du club au Stade de Creac'h Gwen.

### Autres clubs de football
En 1979, le Stade brestois, sans terrain en bon état et ne pouvant pas jouer au Stade Ménez-Paul de l'AS Brestoise en raison d'une rivalité entre les deux clubs et présidents, joue à Penvillers. Le match aller de la finale de Division 2 s'y joue devant 3 838 spectateurs, Brest s'incline 2-1 contre Gueugnon.
En 1982, l'US Concarneau, dont le Stade Yves-Tual n'est pas aux normes, se déplacent à Penvillers pour y affronter le Stade brestois dans le cadre du match aller des 16e de finale de Coupe de France. C'est tout de même 7 513 spectateurs qui assistent à la victoire des brestois, trois buts à zéro.
En 1992, le stade municipal de Pont-l'Abbé n'étant pas aux normes, le FC Pont-l'Abbé affrontent le SM Caen à Penvillers. Devant 6 076 spectateurs, les pont-l'abbistes s'inclinent deux buts à zéro face au club de Division 1,.
En novembre 2014, l'AS Plobannalec-Lesconil joue à Penvillers contre l'AS Vitré, dans le cadre du septième tour de la Coupe de France car le stade communal n'a pas été homologué pour recevoir cette rencontre. Devant 1 300 spectateurs, les vitréens se qualifient pour le huitième tour en battant les bigoudens, trois buts à un.
En août 2015, l'US Concarneau joue à Penvillers contre la réserve du FC Nantes pour le contre de la troisième journée de CFA et devant 816 spectateurs, l'USC s'imposent trois buts à deux malgré avoir été mené deux buts à zéro.
En février 2018, Le PD Ergué-Gabéric, club de National 3, joue à Penvillers contre la réserve du Stade brestois 29 car le Stade de Lestonan, terrain habituel du club, n'est pas disponible.
En août 2018, le stade accueille pour la seconde fois l'US Concarneau en quelques années, qui se retrouve sans stade puisque la FIFA a réquisitionné le Stade Guy-Piriou pour la Coupe du Monde U20 Féminine. Devant 1 722 spectateurs, l'USC bat l'USL Dunkerque, deux buts à un.
| Liste des matchs de football disputés au Stade de Penvillers, sur terrain neutre | Liste des matchs de football disputés au Stade de Penvillers, sur terrain neutre | Liste des matchs de football disputés au Stade de Penvillers, sur terrain neutre | Liste des matchs de football disputés au Stade de Penvillers, sur terrain neutre | Liste des matchs de football disputés au Stade de Penvillers, sur terrain neutre | Liste des matchs de football disputés au Stade de Penvillers, sur terrain neutre | Liste des matchs de football disputés au Stade de Penvillers, sur terrain neutre |
| Date                                                                             | Équipe 1                                                                         | Résultat                                                                         | Équipe 2                                                                         | Tour                                                                             | Affluence                                                                        | Recette                                                                          |
| -------------------------------------------------------------------------------- | -------------------------------------------------------------------------------- | -------------------------------------------------------------------------------- | -------------------------------------------------------------------------------- | -------------------------------------------------------------------------------- | -------------------------------------------------------------------------------- | -------------------------------------------------------------------------------- |
| 2 juin 1979                                                                      | Stade brestois (D2)                                                              | 1 - 2                                                                            | FC Gueugnon (D2)                                                                 | Finale D2 (Match Aller)                                                          | 3 838                                                                            | 4 205 FRF                                                                        |
| 7 mars 1982                                                                      | US Concarneau (D4)                                                               | 0 - 3                                                                            | Stade brestois (D1)                                                              | Coupe de France 16e de finale                                                    | 7 513                                                                            | 274 583 FRF                                                                      |
| 23 février 1992                                                                  | FC Pont-l'Abbé (DH)                                                              | 0 - 2                                                                            | SM Caen (D1)                                                                     | Coupe de France 32e de finale                                                    | 6 076                                                                            | 307 265 FRF                                                                      |
| 15 novembre 2014                                                                 | AS Plobannalec-Lesconil (DSE)                                                    | 1 - 3                                                                            | AS Vitré (CFA)                                                                   | Coupe de France 7e tour                                                          | 1 300                                                                            | ?                                                                                |
| 29 août 2015                                                                     | US Concarneau (CFA)                                                              | 3 - 2                                                                            | FC Nantes rés. (CFA)                                                             | CFA (3e journée)                                                                 | 816                                                                              | ?                                                                                |
| 4 février 2018                                                                   | PD Ergué-Gabéric (N3)                                                            | 1 - 0                                                                            | Stade brestois 29 rés. (N3)                                                      | National 3 (17e journée)                                                         | ?                                                                                | ?                                                                                |
| 11 août 2018                                                                     | US Concarneau (N)                                                                | 2 - 1                                                                            | USL Dunkerque (N)                                                                | National (2e journée)                                                            | 1 722                                                                            | ?                                                                                |

### Autres sports

#### Quimper Athlétisme
Le stade est utilisé par le Quimper Athlétisme qui utilise la piste d'athlétisme bien qu’elle soit dans un mauvais état et que le vent y souffle tellement fort que les records ne peuvent pas être homologués.

#### Rugby Club Quimpérois
Le club de rugby quimpérois a organisé plusieurs matchs de gala à Penvillers notamment pour le cinquantième et le soixantième anniversaire du club. Le club joue pour la première fois à Penvillers, le 24 avril 2022. Devant 1 200 spectateurs, les Quimpérois s'imposent face à Dinan, 38 points à 9, et se qualifient pour les demi-finales d'Honneur,.

## Évènements

### Évènements sportifs

#### Match inaugural
| Date         | Compétition  | Équipe 1         | Résultat | Équipe 2          | Affluence |
| ------------ | ------------ | ---------------- | -------- | ----------------- | --------- |
| 25 août 1968 | Match amical | France militaire | 1 - 3    | Standard de Liège | 5 000     |

#### Finale de la Coupe Gambardella 1972-1973
En 1973, le stade est choisi pour accueillir la finale de la Coupe Gambardella 1972-1973 entre le Stade rennais et l'AS Brestoise. Normalement, la finale aurait dû se jouer au Parc des Princes, en lever de rideau de la Coupe de France mais à la suite du fait que les deux clubs finalistes soient des clubs bretons, la finale est jouée en Bretagne, à Penvillers, sur un terrain neutre. Il s'agit de la première finale se jouant hors de la région parisienne et il s'agit de la première finale retransmis à la télévision. La semaine avant la rencontre, les dirigeants du SQ pensait que la finale était vouée à l'échec populaire et qu'elle allait attirer un millier de spectateurs payants et 1 500 écoliers.
Le dimanche 10 juin 1973, jour du match, la surprise fut très grande lorsqu'avant leur ouverture, les guichets étaient assiégés par la foule. Finalement, ce sont 9 000 spectateurs, 4 000 écoliers et 5 000 spectateurs payants qui sont venus assister à la finale. Le match est dominé par les Rennais mais les Brestois résistent et à la fin du temps réglementaire, le score est d'un partout. Aux tirs au but, le Stade rennais remporte sa première Coupe Gambardella en s'imposant six buts à cinq. Lorsque les Brestois égalisent, les supporters du club brestois ont tenté d'envahir le terrain.

#### Championnat d'Europe de football des moins de 16 ans 1987
En 1987, le stade est sélectionné par l'UEFA pour accueillir avec 27 autres stades la cinquième édition du championnat d'Europe des moins de 16 ans. Le stade aura cependant un rôle mineur puisque comme les 23 autres stades ayant accueillit les matchs groupes, il accueille uniquement une rencontre, il s'agit de la deuxième journée du groupe B, le 27 mai 1987, entre le Portugal et l'Allemagne de l'Est, remportée par les portugais sur le score d'un but à zéro.
| Date        | Équipe 1     | Résultat | Équipe 2               | Tour            | Affluence |
| ----------- | ------------ | -------- | ---------------------- | --------------- | --------- |
| 27 mai 1987 | Portugal U16 | 1 - 0    | Allemagne de l'Est U16 | Phase de Poules | ?         |

#### Championnat de France de tir à l'arc 1993
En 1993, la ville de Quimper est désignée pour accueillir les championnats de France de tir à l'arc. Puisque l'épreuve a lieu en extérieur, Penvillers est choisi pour accueillir la compétition. Le 26 septembre 1993, le stade accueille les championnats de France de tir à l'arc en extérieur. Il accueille l'épreuve olympique par équipes avec les tirs de 30 mètres, 50 mètres, 70 mètres et 90 mètres. Cet évènement est marqué par la présence du champion olympique et futur champion du monde de tir à l'arc, Sébastien Flute, originaire de Brest.

#### Accueil d'un match de rêve en Coupe de France
Après un échec, un an plus tôt, lors de la saison 2013-2014, le stade accueille le match de rêve qui opposent le Quimper Kerfeunteun Football Club (DSE) et le Auray Football Club (DSE). Pour cela, le stade est préparé pour le match, celui-ci est revu de fond en comble, nettoyage des gradins, réparation de l'horloge, installations de bars provisoires à côté du toit accueillant les anciens gradins métalliques. Le match est commenté par Steve Savidan et Emmanuel Petit et devant 2 500 spectateurs, le QKFC s'incline contre les Morbihannais deux buts à un en prolongation.

#### Championnat d'Europe de rugby à XV des moins de 18 ans 2017
La même année, le stade accueille la finale et la 3e place du championnat d'Europe de Rugby à XV des moins de 18 ans. La finale voit la France affronter la Géorgie, et triompher devant 4 000 spectateurs.
| Date          | Heure | Équipe 1 | Résultat | Équipe 2 | Tour            | Affluence |
| ------------- | ----- | -------- | -------- | -------- | --------------- | --------- |
| 15 avril 2017 | 16 h  | Portugal | 16 - 22  | Japon    | Troisième place | 1 200     |
| 15 avril 2017 | 18 h  | France   | 36 - 18  | Géorgie  | Finale          | 4 000     |

#### Matchs de Coupe de France
Matchs de Coupe de France (hors Stade Quimpérois / Quimper KFC, Quimper Italia et ES Kerfuenteun).
La plupart de ces matchs de Coupe de France ont été joués à Penvillers car les matchs de seizièmes de finale (jusqu'en 1973) et les matchs de trente-deuxième de finale (jusqu'en 1990) étaient joués sur terrain neutre. De plus, jusqu'en 1975, l'absence de tirs au but avaient pour conséquence de rejouer les matchs se terminant par égalité après prolongation, c'est le cas du match Stade rennais UC - Stade lavallois, en 1972.
| Date             | Équipe 1                      | Résultat      | Équipe 2                    | Tour          | Affluence | Recette     |
| ---------------- | ----------------------------- | ------------- | --------------------------- | ------------- | --------- | ----------- |
| 9 février 1969   | RC Paris-Sedan (D1)           | 2 - 0         | FC Nantes (D1)              | 16e de finale | 15 842    | 133 560 FRF |
| 8 février 1970   | Stade rennais UC (D1)         | 5 - 1         | Stade brestois (CFA)        | 32e de finale | 17 993    | 140 385 FRF |
| 7 février 1971   | Stella Maris Douarnenez (DH)  | 0 - 0         | Stade brestois (D2)         | 32e de finale | 2 935     | 17 717 FRF  |
| 30 janvier 1972  | Stade rennais UC (D1)         | 3 - 0         | Stade lavallois (D2)        | 32e de finale | 15 923    | ?           |
| 29 janvier 1978  | Stade briochin (D3)           | 1 - 0         | EA Guingamp (D2)            | 32e de finale | 4 174     | 90 650 FRF  |
| 10 février 1979  | AS Saint-Étienne (D1)         | 5 - 0         | Stade Léonard Kreisker (DH) | 32e de finale | 20 020    | 533 175 FRF |
| 10 février 1980  | EA Guingamp (D2)              | 2 - 0         | Véloce vannetais US (D4)    | 32e de finale | 4 157     | 83 466 FRF  |
| 13 février 1982  | US Concarneau (D4)            | 1 (7) - 1 (6) | UCK Vannes (D3)             | 32e de finale | 4 924     | N.C         |
| 7 mars 1982      | US Concarneau (D4)            | 0 - 3         | Stade brestois (D1)         | 16e de finale | 7 513     | 274 583 FRF |
| 9 février 1985   | Stade Français 92 (D2)        | 2 - 1         | AS Plouhinec (DH)           | 32e de finale | 5 270     | 216 672 FRF |
| 25 janvier 1986  | AJ Auxerre (D1)               | 3 - 0         | US Pont-l'Abbé (D4)         | 32e de finale | 5 000     | N.C         |
| 25 février 1989  | Brest Armorique FC (D2)       | 3 - 0         | FC Lorient (D3)             | 32e de finale | 3 263     | 206 395 FRF |
| 23 février 1992  | FC Pont-l'Abbé (DH)           | 0 - 2         | SM Caen (D1)                | 32e de finale | 6 076     | 307 265 FRF |
| 15 novembre 2014 | AS Plobannalec-Lesconil (DSE) | 1 - 3         | AS Vitré (CFA)              | 7e tour       | 1 300     | N.C         |

#### Matchs internationaux de l'équipe de France de football
Le 3 mars 1973, le stade accueille un match amical entre l'Équipe de France espoirs et l'Équipe de France U23. Le match entre les deux équipes jeunes se soldent sur un match nul un but partout, devant 2 216 spectateurs.
Le 23 janvier 1974, le stade accueille son premier match international, hors le match inaugural. Il s'agit d'une rencontre entre l'équipe de France amateur et l'équipe d'Allemagne amateur, Michel Platini alors âgé de 18 ans et joueur de l'AS Nancy-Lorraine foule le terrain de Penvillers durant la seconde période, pour sa troisième sélection avec les amateurs bleus. Finalement devant 6 210 spectateurs, les allemands s'imposent trois buts à deux malgré une ouverture du score française.
Durant la seconde rénovation du stade, celui-ci accueille en 1992 pour la première fois, l'équipe de France féminine, pour son match de qualification contre le Danemark. Devant 2 450 spectateurs, les danoises surclassent les françaises et remporte le match 4 buts à 0.
En 2001, le stade accueille l'équipe de France féminine pour la seconde fois, lors d'un match amical contre l'Écosse. Devant 2 748 spectateurs, les françaises l'emportent largement cinq buts à zéro.
Deux années plus tard, en novembre, les françaises jouent pour la troisième fois à Penvillers, pour affronter cette fois-ci la Pologne. Devant presque 4 000 spectateurs, 3 948 spectateurs exactement, les bleues s'imposent largement sept buts à un.
Le 10 août 2013, l'équipe de France féminines U19 affrontent les féminines du Quimper KFC pour le compte d'un match amical. Devant 400 spectateurs, les U19 françaises s'imposent largement 11 buts à 0.

#### Matchs internationaux de rugby
En mars 1998, pour les 50 ans du Rugby Club Quimpérois, le stade accueille un match entre les Bleus et l'Irlande devant 6 000 spectateurs et se termine sur un match nul 30 à 30.
En février 2007, le stade accueille un match de préparation à la Coupe du Monde des moins de 19 ans. L'équipe de France -19 ans affronte une sélection de joueurs français de la même catégorie d'âge. Ce match eu lieu devant 2 000 spectateurs,.
En avril 2011, l'équipe de France de rugby -18 ans a joué un match dans le stade contre l'équipe d'Irlande de rugby -18 ans devant 3 500 spectateurs.
En avril 2017, le stade accueille la finale et la troisième place de l'édition 2017 du Championnat d'Europe de rugby à XV des moins de 18 ans, 4 000 spectateurs assistèrent à la finale France - Géorgie.
| Date            | Équipe 1     | Résultat | Équipe 2                | Tour                 | Affluence |
| --------------- | ------------ | -------- | ----------------------- | -------------------- | --------- |
| 26 mars 1998    | France A     | 30 - 30  | Irlande A               | Cinq Nations 1998 A  | 6 000     |
| 17 février 2007 | France U19   | ? - ?    | Sélection française U19 | Match de préparation | 2 000     |
| 17 avril 2011   | France U18   | 14 - 27  | Irlande U18             | Match amical         | 3 500     |
| 15 avril 2017   | Portugal U18 | 16 - 22  | Japon U18               | Troisième place      | 1 200     |
| 15 avril 2017   | France U18   | 36 - 18  | Géorgie U18             | Finale               | 4 000     |

### Evènements culturels

#### Accueil de la42eEuropéadeen 2005
Le 17 décembre 2004, la mairie de Quimper signe deux conventions qui viennent sceller l'organisation à Quimper de la 42e Européade, l'année suivante, conjointement à la 82e édition du Festival de Cornouaille. C'est la première ville de Bretagne hors Rennes, à trois reprises en 1984, 1991 et 1998 accueillir les européades. L'évènement aura lieu à Penvillers, du 20 au 24 juillet 2005, à l'exception du samedi, où le centre-ville accueillera le « bal de l'Européade », place de la Résistance. En juillet 2005, ce sont 4 500 artistes, 173 groupes de musique et danses traditionnels venant de 25 pays et 75 régions d’Europe, 6 scènes montées au Stade de Penvillers et 200 groupes en animation dans les rues de Quimper. Pour l'occasion, des gradins provisoires sont installés sous le toit accueillant les anciens gradins démontables et une réfection de l'éclairage a lieu. Le 21 juillet, le stade accueille la cérémonie d'ouverture avec les 4 500 artistes, de nuit. Le lendemain, il accueille le spectacle, chœurs et ensembles musicaux de l’européade. Le 24 juillet, le stade accueille la cérémonie de clôture avec les 4 500 artistes de la cérémonie d'ouverture. Tout cet évènement se déroule durant 4 jours, 290 000 festivaliers se rendent à Quimper pour assister aux cérémonies et bals.

#### Concerts
Le premier concert dans le stade a lieu en 1981, il s'agit du concert de The Cure. L'année suivante (1982), Neil Young se rend à Penvillers et 27 000 spectateurs assistent à son concert, record d'affluence lors d'un évènement à Penvillers. Ce jour-là, il y a aussi le concert de Dan Ar Braz. En 1984, le stade accueille le concert de Rory Gallagher, pour l'occasion 12 000 fans sont venus voir le guitariste irlandais.
| Date              | Tête d'affiche | Affluence |
| ----------------- | -------------- | --------- |
| 3 octobre 1981    | The Cure       | ?         |
| 18 septembre 1982 | Dan Ar Braz    | 27 000    |
| 18 septembre 1982 | Neil Young     | 27 000    |
| 1er février 1984  | Rory Gallagher | 12 000    |

## Transport et voies de communication

### Accès routier
Le stade se situe proche du Parc des expositions Quimper Cornouaille et de la Salle Dan-ar-Braz et du parking-relais de Croix des Gardiens, dans le quartier de Kerfeunteun.
Le complexe se situe proche de ses axes de communications :
- RN 165/E60, sortie 54, Al Loc'h et sortie 55 Gourvily.
- D100/Contournement Nord-Ouest, sortie 1, Kergariou.

### Stationnement
Le stade est accessible par de nombreux parking au niveau de chaque accès.
L'accès Sud possède plusieurs parkings :
- 35 places sur le parking proche des guichets, au niveau des immeubles.
- Un parking au niveau de l'arrêt de bus Place de Penvillers, desservi par la ligne régulière  1.

L'accès Est possède plusieurs parkings :
- Un parking au niveau du Parc des expositions Quimper Cornouaille.
- Un parking-relais au niveau du Parc des expositions Quimper Cornouaille.

L'accès Nord possède plusieurs parkings :
- 129 places sur le parking de la Salle Dan-ar-Braz.
- 28 places au niveau de l'entrée du complexe.
- Un parking au niveau du Parc des expositions Quimper Cornouaille.
- Un parking-relais au niveau du Parc des expositions Quimper Cornouaille.

### Transport en commun

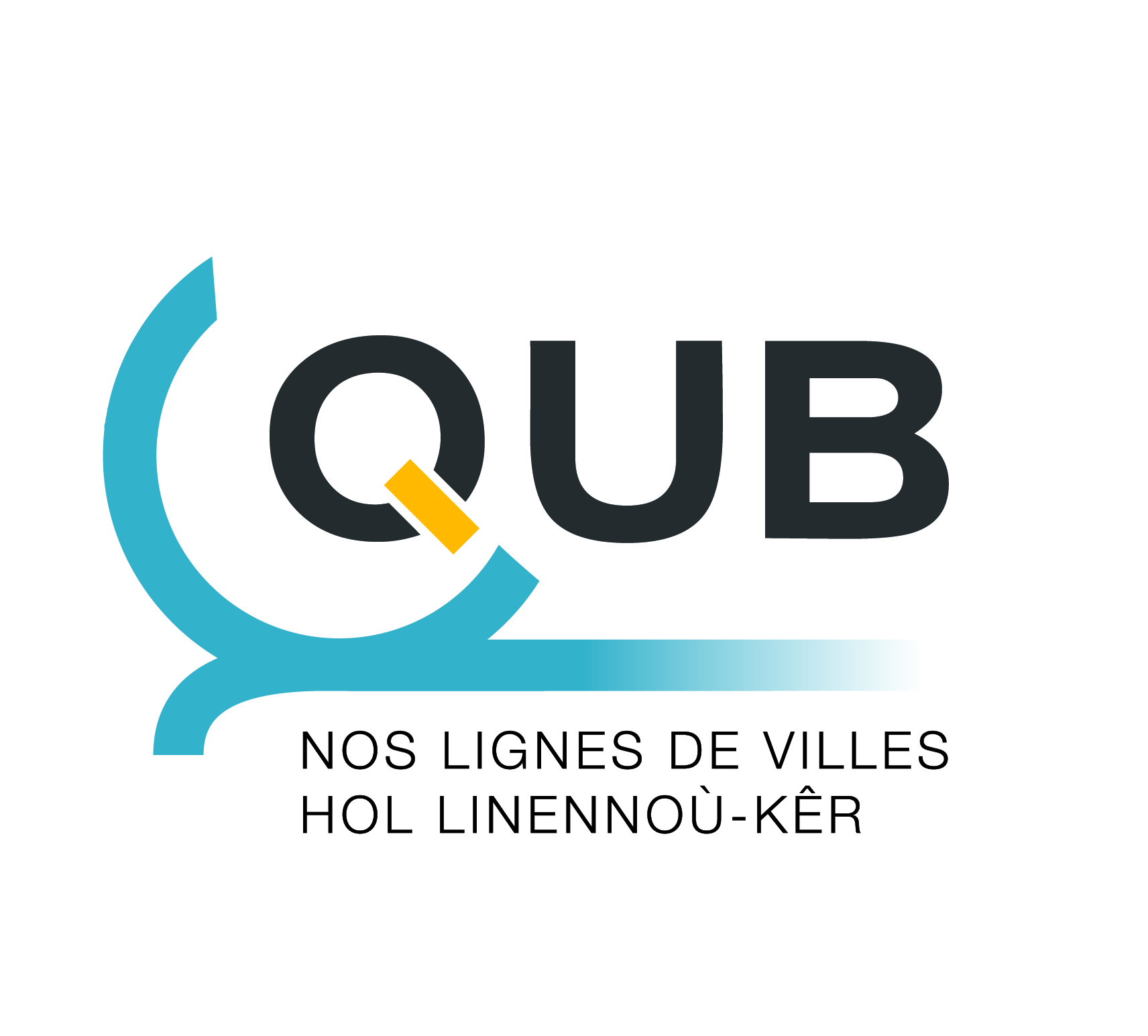
Le stade est desservi par des lignes du réseau QUB.
Les lignes régulières ne desservent pas le stade.

En plus d'être accessible en automobile, chaque accès du stade est desservi par de nombreux transports en commun, principalement par de lignes d'autobus de Quimper Bretagne Occidentale.
 
L'accès Sud est desservi en transports en commun par :
- La ligne régulière  1 du réseau QUB, arrêt Place de Penvillers.
- Les lignes régulières  B 9 10 12 13 15 16 17 et la ligne scolaire P100, du réseau QUB, arrêt Kerbrat.

L'accès Est est desservi en transports en commun par :
- Les lignes régulières  B 9 10 15 du réseau QUB, arrêt F.Foch.
- Les lignes régulières  B 9 10 12 13 15 16 17 et la ligne scolaire P100, du réseau QUB, arrêt Croix des Gardiens.

L'accès Nord est desservi en transports en commun par :
- Les lignes régulières  1 5 du réseau QUB, arrêt Sully.
- Les lignes régulières  B 9 10 12 13 15 16 17 et la ligne scolaire P100, du réseau QUB, arrêt Croix des Gardiens.

### Transport ferroviaire et aérien

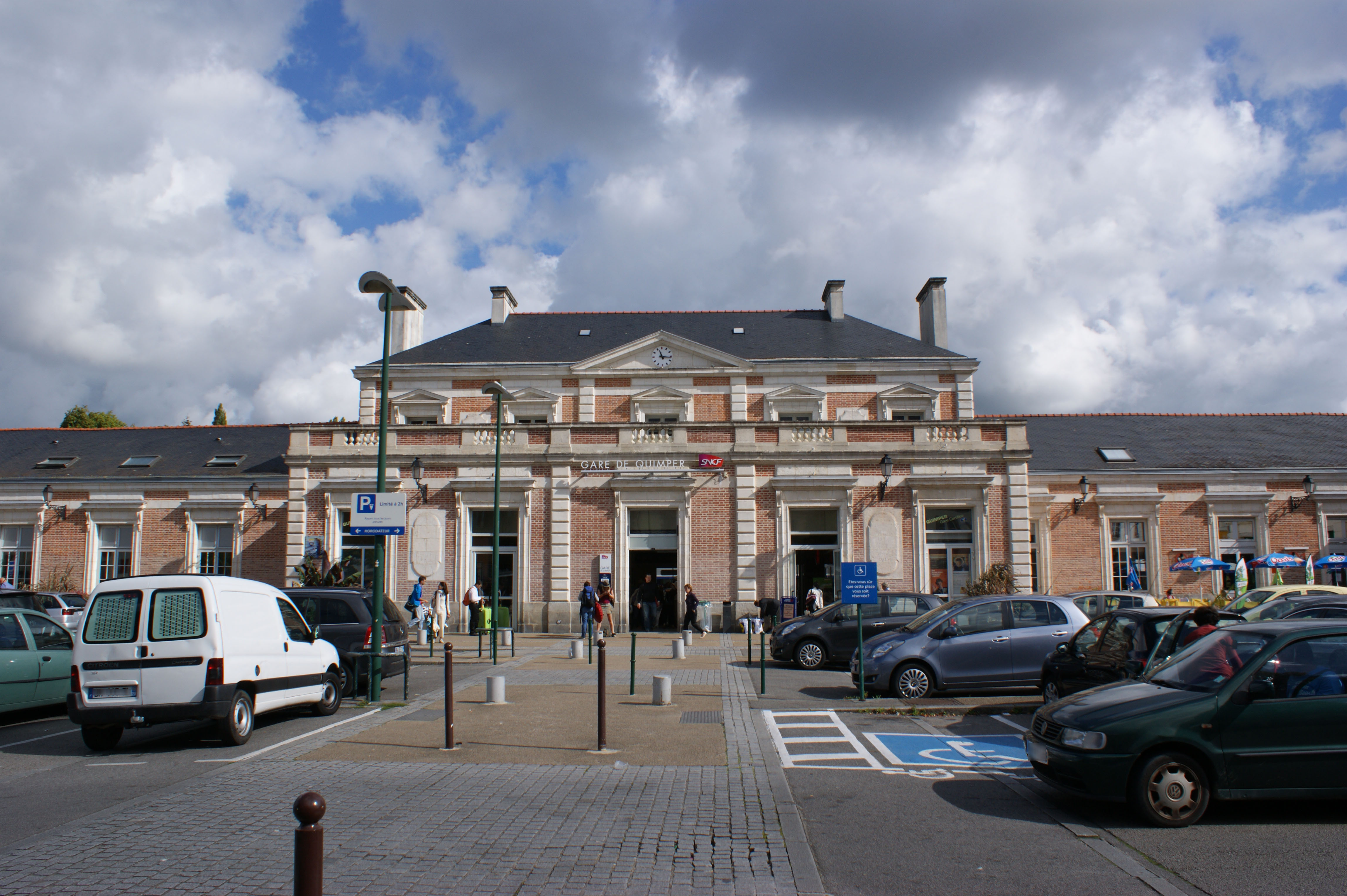
La Gare de Quimper, gare ferroviaire la plus proche du stade.

Le stade de Penvillers se situe à 10 minutes de la Gare de Quimper, situé proche du centre-ville de Quimper.
- TGV inOui : ligne au départ de Quimper en direction de la Gare de Paris-Montparnasse.
- Ouigo : ligne au départ de Quimper en direction de la Gare de l'aéroport Charles-de-Gaulle 2 TGV.
- 4 autres lignes TER Bretagne (Brest-Nantes, Quimper-Nantes, Quimper-Lorient ou Rennes et Brest-Quimper)

Le stade est situé à 20 minutes de l'Aéroport de Quimper-Bretagne, situé dans la commune de Pluguffan.
- Ligne Quimper-Paris Orly assurée par Chalair Aviation
- Ligne Quimper-Pau Pyrénées assurée par Chalair Aviation
- Ligne Quimper-Londres City assurée par British Airways

## Affluence

### Record d'affluence en championnat sur une saison
| Rang | Spectateurs | Compétition | Date | % de Remplissage | Meilleure affluence               |
| ---- | ----------- | ----------- | ---- | ---------------- | --------------------------------- |
| 1    | 3 984       | Division 2  | 1977 | 24 %             | 8 571 (contre le Stade brestois)  |
| 2    | 3 785       | Division 2  | 1989 | 21 %             | 11 159 (contre le Stade brestois) |
| 3    | 3 445       | Division 2  | 1975 | 22 %             | 10 193 (contre le FC Lorient)     |
| 4    | 3 412       | Division 3  | 1976 | 21 %             | 6 377 (contre le CS Penmarch)     |
| 5    | 2 841       | Division 2  | 1979 | 17 %             | 8 725 (contre le Stade brestois)  |
| 6    | 2 793       | Division 2  | 1978 | 17 %             | 7 861 (contre le Stade brestois)  |
| 7    | 2 760       | Division 2  | 1986 | 17 %             | 9 421 (contre le EA Guingamp)     |
| 8    | 2 705       | Division 2  | 1971 | 15 %             | 8 450 (contre le Paris SG)        |
| 9    | 2 666       | Division 2  | 1972 | 15 %             | 5 895 (contre le Stade brestois)  |
| 10   | 2 658       | Division 2  | 1988 | 15 %             | 6 808 (contre le FC Lorient)      |

### Records d'affluence

#### Évolution du record d'affluence
| Spectateurs | Match                                      | Compétition     | Tour/Journée  | Date              |
| ----------- | ------------------------------------------ | --------------- | ------------- | ----------------- |
| 2 892       | Stade Quimpérois - Stade Poitevin          | CFA (1935-1971) | 1re journée   | 29 septembre 1968 |
| 3 623       | Stade Quimpérois - Stella Maris Douarnenez | Coupe de France | 5e tour       | 23 novembre 1968  |
| 15 842      | CS Sedan - FC Nantes                       | Coupe de France | 16e de finale | 9 février 1969    |
| 17 993      | Stade brestois - Stade rennais             | Coupe de France | 32e de finale | 8 février 1970    |
| 20 020      | St-Pol-de-Léon - AS Saint-Etienne          | Coupe de France | 32e de finale | 10 février 1979   |

#### Évolution du record d'affluence du Stade Quimpérois
| Spectateurs | Match                                      | Compétition     | Tour/Journée            | Date              |
| ----------- | ------------------------------------------ | --------------- | ----------------------- | ----------------- |
| 2 892       | Stade Quimpérois - Stade Poitevin          | CFA (1935-1971) | 1re journée             | 29 septembre 1968 |
| 3 623       | Stade Quimpérois - Stella Maris Douarnenez | Coupe de France | 5e tour                 | 23 novembre 1968  |
| 5 320       | Stade Quimpérois - Stade brestois          | CFA (1935-1971) | 18e journée             | 9 mars 1969       |
| 5 600       | Stade Quimpérois - US Concarneau           | CFA (1935-1971) | 7e journée              | 12 octobre 1969   |
| 6 616       | Stade Quimpérois - Stade brestois          | CFA (1935-1971) | 18e journée             | 25 janvier 1970   |
| 8 000       | Stade Quimpérois - Paris SG                | Division 2      | 27e journée (1er match) | 2 avril 1971      |
| 8 450       | Stade Quimpérois - Paris SG                | Division 2      | 27e journée (2e match)  | 22 mai 1971       |
| 10 193      | Stade Quimpérois - FC Lorient              | Division 2      | 8e journée              | 6 octobre 1974    |
| 11 102      | Stade Quimpérois - Stade brestois          | Division 2      | 14e journée             | 8 novembre 1980   |
| 11 159      | Quimper CFC - Brest Armorique FC           | Division 2      | 22e journée             | 10 décembre 1988  |

#### Liste des meilleures affluences en compétitions sportives
| Rang | Spectateurs | Compétition       | Journée/Tour    | Rencontre                                           | Date             |
| ---- | ----------- | ----------------- | --------------- | --------------------------------------------------- | ---------------- |
| 1    | 20 020      | Coupe de France   | 32e de finale   | AS Saint-Étienne (D1) - Stade léonard Kreisker (DH) | 10 février 1979  |
| 2    | 17 993      | Coupe de France   | 32e de finale   | Stade rennais UC (D1) - Stade brestois (CFA)        | 8 février 1970   |
| 3    | 15 923      | Coupe de France   | 32e de finale   | Stade rennais UC (D1) - Stade lavallois (D2)        | 30 janvier 1972  |
| 4    | 15 842      | Coupe de France   | 16e de finale   | RC Paris-Sedan (D1) - FC Nantes (D1)                | 9 février 1969   |
| 5    | 11 159      | Division 2        | 22e journée     | Quimper Cornouaille FC - Brest Armorique FC         | 10 décembre 1988 |
| 6    | 11 102      | Division 2        | 14e journée     | Stade quimpérois - Stade brestois                   | 8 novembre 1980  |
| 7    | 10 193      | Division 2        | 8e journée      | Stade quimpérois - FC Lorient                       | 6 octobre 1974   |
| 8    | 10 089      | Coupe de France   | Quart de Finale | Quimper Cornouaille FC (D2) - FC Metz (D1)          | 10 mai 1988      |
| 9    | 9 622       | Division 2        | 33e journée     | Quimper Cornouaille FC - FC Mulhouse                | 6 mai 1989       |
| 10   | 9 421       | Division 2        | 13e journée     | Stade quimpérois - EA Guingamp                      | 4 octobre 1985   |
| 11   | 9 000       | Coupe Gambardella | Finale          | Stade rennais U19 - AS Brest U19                    | 10 juin 1973     |
| 12   | 8 725       | Division 2        | 1re journée     | Stade quimpérois - Stade brestois                   | 12 août 1978     |
| 13   | 8 571       | Division 2        | 24e journée     | Stade quimpérois - Stade brestois                   | 5 mars 1977      |
| 14   | 8 450       | Division 2        | 27e journée     | Stade quimpérois - Paris SG (2e match)              | 22 mai 1971      |
| 15   | 8 006       | Division 2        | 13e journée     | Stade quimpérois - EA Guingamp                      | 31 octobre 1979  |
| 16   | 8 000       | Division 2        | 27e journée     | Stade quimpérois - Paris SG (1er match)             | 2 avril 1971     |
| 17   | 7 893       | Coupe de France   | 16e de finale   | Quimper CFC (D2) - Olympique de Marseille (D1)      | 29 mars 1989     |
| 18   | 7 861       | Division 2        | 8e journée      | Stade quimpérois - Stade brestois                   | 1er octobre 1977 |
| 19   | 7 541       | Division 2        | 15e journée     | Stade quimpérois - RC Franc-Comtois                 | 27 novembre 1976 |
| 20   | 7 513       | Coupe de France   | 16e de finale   | Stade brestois (D1) - US Concarneau (D4)            | 7 mars 1982      |

### Évolution de la capacité du stade
En 1948 est inauguré un terrain à la place de l'actuel grand stade. En 1968 est inauguré le grand stade avec 18 000 places dont 2 717 places assises. En 1976, la capacité du stade évolue passant à 16 000 places en configuration debout/assises. En 1986, un gradin démontable est installé ce qui augmente la capacité de 16 000 places à 18 000 places. En 1990, la capacité passe de 18 000 places à 15 680 places. En 1998, la capacité est diminuée à 7 758 places à la suite du passage de la tribune populaire en places assises et au démantèlement des gradins démontables couverts.
| Année | Capacité totale du stade | Nombre de places assises |
| ----- | ------------------------ | ------------------------ |
| 1968  | 18 000 places            | 2 717 places assises     |
| 1976  | 16 000 places            | 2 717 places assises     |
| 1986  | 18 000 places            | 2 717 places assises     |
| 1990  | 15 680 places            | 2 717 places assises     |
| 1998  | 7 758 places             | 5 248 places assises     |

Bien que la capacité du stade soit de 18 000 places, le fait que les gradins soient debout font que beaucoup plus de spectateurs peuvent s'y mettre. En février 1979, l'AS Saint-Etienne, alors au sommet du football français joue contre Saint-Pol-de-Léon devant 20 020 spectateurs alors que la capacité du stade, à l'époque, est de 16 000 places et presque le triple de la capacité d'aujourd'hui.